# Киевская Русь
Ки́евская Русь, или Древнеру́сское госуда́рство, или Дре́вняя Русь (др.-рус. и церк.-слав. рѹсь, рѹсьскаѧ землѧ, греч. Ῥωσία, лат. Russia, Rossia, Ruthenia, Ruscia, Ruzzia, др.-сканд. Garðar, позже Garðaríki), — средневековое государство в Северо-Восточной Европе, первое восточнославянское государство; сформировалось в IX веке в результате объединения ряда общностей, преимущественно восточнославянских и финно-угорских племён, под властью князей династии Рюриковичей.
В период наивысшего расцвета Киевская Русь занимала территорию от притоков Вислы на западе до Волго-Окского междуречья на востоке, от Белого моря на севере до причерноморских русских эксклавов на юге. К середине XII века вступила в состояние феодальной раздробленности и фактически распалась на полтора десятка княжеств, управляемых разными ветвями династии Рюриковичей. Вплоть до монгольского нашествия (1237—1240) Киев, утративший своё влияние в пользу новых центров силы, формально продолжал считаться главным «столом» Руси, а Киевское княжество оставалось в коллективном владении русских князей. Как этнокультурный регион Русь продолжила существовать и после политической дезинтеграции, что впоследствии сыграло важную роль в процессе объединения русских земель.

## Название
Название Руси произошло от народа русь, составившего верхушку государства. Название русь, по распространённой в науке версии, вначале обозначало скандинавов (варягов) и пришло в древнерусский язык из древнескандинавского: др.-сканд. rōþr «гребец» и «поход на гребных судах», трансформировавшееся через фин. ruotsi в др.-рус. рѹсь, а затем постепенно со скандинавской элиты было перенесено на весь народ Древней Руси. Наиболее обоснована лингвистически «северная», западнофинская (скандинавская) версия (из древнескандинавского языка через западнофинское посредство). Скандинавская этимология составляет современный лингвистический консенсус. Существуют также североиранская, славянская и некоторые другие этимологии. Гипотезы «южного», местного или автохтонного происхождения этнонима русь (обычно из иранских или славянских языков) занимают очень важное место в концепциях антинорманистов. «Южные» гипотезы весьма слабо обоснованы как лингвистически, так и исторически (предполагается существование предшествовавшего Киевской Руси государства на юге).
Эндоэтноним жителей Руси в летописях обозначается словом русин, в то время как множественное число выражалось формами русь, либо русьскыи (люди).
Существует несколько историографических названий государства, преобладавших в литературе в разное время, — «Древнерусское государство», «Древняя Русь», «Киевская Русь», «Киевское государство».
Определение «древнерусский» не связано с общепринятым в историографии делением древности и Средневековья в Западной и Центральной Европе, в соответствии с которым древность заканчивается к середине 1-го тысячелетия н. э., в связи с падением Западной Римской империи и как следствие, с угасанием традиционной античной культуры. Применительно к Руси под древностью обычно понимается так называемый домонгольский период IX — середины XIII веков.
Современный термин «Киевская Русь» возник в первой половине XIX века, пройдя за историю своего употребления существенную эволюцию. Одним из первых его использовал М. А. Максимович в своей работе «Откуда идёт русская земля» (1837) — в узко географическом смысле для обозначения Киевского княжества, в одном ряду с такими словосочетаниями, как «Червонная Русь», «Суздальская Русь» и др. В таком же значении термин употребляли С. М. Соловьёв («Русь Киевская», «Русь Черниговская», «Русь Ростовская или Суздальская»), Н. И. Костомаров и Д. И. Иловайский. Во второй половине XIX века термин приобрёл дополнительное, хронологическое измерение — одного из периодов русской истории и государственности. В этом случае данный период обычно заканчивали 1169 годом, что было связано с бытовавшим в дореволюционной историографии представлением о переносе столицы Руси из Киева во Владимир. В. О. Ключевский использовал этот термин несистематически, иногда сочетая узкогеографические и хронологические рамки и отличая «старую Киевскую Русь» от «Руси новой, верхневолжской», иногда подразумевая под ним все земли Руси в соответствующий период. У С. Ф. Платонова, А. Е. Преснякова и других авторов начала XX века термин стал использоваться в государственно-политическом смысле как именование страны  всех восточных славян в эпоху, когда Киев был её центром. В украинской националистической историографии того же времени уточняющий термин «Киевская Русь» не был особо популярным, поскольку подразумевал существование других центров и периодов в истории Руси. Основоположник украинской исторической школы М. С. Грушевский им почти не пользовался, предпочитая термины «Киевское государство» или «Руська держава» («Русское государство», противопоставленное в его версии государству Московскому). У Грушевского это государство продолжило себя не в истории Великого княжества Владимирского, а в истории Галицко-Волынского княжества XIII века и литовско-польском периоде XIV—XV веков. Современные украинские историки упрощают схему Грушевского, изображая «Киевскую Русь» государством, созданным украинским этносом и принадлежащим исключительно ему.
Окончательное утверждение понятия «Киевская Русь» в государственно-политическом смысле произошло в советскую эпоху, когда академиком Б. Д. Грековым были изданы его основные труды, ставшие хрестоматийными: «Киевская Русь» (1939) и «Культура Киевской Руси» (1944). Уточняя значение термина, Греков отмечал следующее:

Считаю необходимым ещё раз указать, что в своей работе я имею дело с Киевской Русью не в узкотерриториальном смысле этого термина (Украина), а именно в том широком смысле «империи Рюриковичей», соответствующем западноевропейской империи Карла Великого, — включающей в себя огромную территорию, на которой впоследствии образовалось несколько самостоятельных государственных единиц.

В те же годы другой частью советских историков (М. И. Артамонов, В. В. Мавродин, А. Н. Насонов) в научный оборот был введён термин «Древнерусское государство» (первоначально прилагательное писалось со строчной буквы, вскоре стало именем собственным). Среди советских историков активно им пользовались В. Т. Пашуто и представители его школы. В настоящее время термин «Киевская Русь» по ряду причин считается  устаревшим и за пределами Украины постепенно выходит из употребления. Другими историографическими названиями являются «полития Рюриковичей» и «полития Росия».

## Формирование государственности
В советской историографии в соответствии с марксистским формационным подходом считалось, что государство возникает на основе складывающегося классового общества и не может предшествовать ему. В то же время источники не позволяют говорить, что на Руси существовал о рабовладельческий строй, самый ранний, согласно «пятичленной» теории общественно-экономических формаций, этап развития классового общества (рабский труд на Руси имел место, но не составлял основы экономики), поэтому социально-экономический строй Древней Руси рассматривался как феодальный. Советские историки 1960—1980-х годов (Б. Д. Греков, Б. А. Рыбаков, Л. В. Черепнин, В. Т. Пашуто) стремились найти следы феодализма уже для самого раннего периода русской истории. Выделялся предшествующий этап, переходный между первобытно-общинной и феодальной стадиями, обозначавшийся как «варварский», «предфеодальный», «полупатриархально-полуфеодальный». Определяющим признаком феодализма считалось существование крупного частного землевладения, государственной или частновотчинной собственности на землю, которая ставила непосредственного производителя в зависимость от собственника земли и позволяла отчуждать прибавочный продукт методами внеэкономического принуждения. Однако на Руси княжеское индивидуальное землевладение возникает только во второй половине XI века, вотчина — в XII веке. Для решения этого вопроса советская историческая наука выделила особый раннефеодальный этап, признаком наличия феодализма для которого считалась верховная государственная собственность на землю. Эта собственность по мнению Л. В. Черепнина, формируется в X веке, а согласно А. А. Горскому — уже с начала X века в формах окняжения племенных земель, с которых в виде даней собиралась «феодальная рента».
Тем не менее, источники не дают оснований предполагать, что отчуждение прибавочного продукта для этого периода основывается на верховной собственности на землю. Для возникновения и развития «вторичных» государственных образований, к числу которых принадлежали и Древнерусское, и германские и древнескандинавские государства, возникшие в условиях контактов с уже сложившимися государствами, имели значение как внутренние предпосылки, создаваемые производящим хозяйством и ведущие к стратификации общества, так и внешние факторы — военная деятельность, торговля и др. В то же время возникновение «северной конфедерации племён», возглавляемой нобилитетом входивших в её состав племён и непосредственно предшествовавшей Древнерусскому государству, ни одним из исследователей не связывается успехами экономического развития региона. Производящее хозяйство было принесено сюда лишь в ходе славянской колонизации, незадолго до времени существования «конфедерации». Природные особенности региона, климат, сильная лесистость, незначительное количество плодородных почв не способствовали интенсивному росту земледелия. Лишь в середине VIII века на Волхове возникает небольшое поселение Ладога, которое в первой половине IX века становится предгородским поселением торгово-ремесленного характера численностью несколько десятков человек. Северо-западный регион переживает более интенсивное развитие начиная с середины — конца VIII века.
Единственным крупномасштабным явлением в данном регионе, синхронным названному процессу, было формирование торгового пути, соединившего Балтику с Поволжьем, Булгарией, Хазарией и Арабским халифатом через Неву, Ладогу и Волгу, что прослеживается прежде всего по распространению арабского серебра. Балтийско-Волжский торговый путь возник как продолжение на восток сложившейся к середине 1-го тысячелетия н. э. системы торговых коммуникаций, связывавшей центральноевропейский, североморский и балтийский регионы. К VI—VII векам балтийский участок пути достиг Свеаланда. К середине VIII века этот торговый маршрут уже оканчивался Ладогой. Возникновение на протяжении IX века на территории до Волги торгово-ремесленных поселений и военных стоянок, где повсеместно фиксируется скандинавский этнический компонент, свидетельствует о продлении торгового маршрута и его выходе к Булгарии. Поселения IX века, носящие в археологи названия «Рюриково» Городище, Крутик у Белоозера, Сарское городище, позднее — древнейшие поселения во Пскове, Холопий городок на Волхове, Петровское, Тимерёво и др. — располагались на торговой магистрали или её ответвлениях. Рядом исследователей отмечались роль Балтийско-Волжского пути как трансъевропейской магистрали и его значение для экономического развития Восточной Европы и Скандинавии. Вдоль торговой магистрали вырастали поселения, обслуживавшие торговцев, пункты, контролировавшие опасные участки пути, возникали места для торговли с местным населением (ярмарки). Местные товары включали пушного зверя и продукты лесных промыслов, мёд, воск и др. Окружающая территория вовлекалась в торговлю и обслуживание торгового маршрута, племенная знать контролировала эту деятельность, в результате чего возрастала социальная стратификация. Потребность в местных товарах для их реализации в торговых пунктах усиливала роль даней. Увеличение объёма собираемых даней имело следствием усложнение потестарных структур и усиление центральной власти. О важном значении торговли в этом регионе свидетельствовали арабские авторы X века в известиях, восходящих к источникам IX века (Ибн Руста, автор «Худуд ал-Алам», ал-Истахри, Ибн Хаукаль, ал-Факих и др.).
Традиционно, начиная с русской летописи «Повесть временных лет» начала XII века и до настоящего времени, возникновение, начало Русского государства относится к 862 году, к призванию варягов. Согласно русским летописям, в этом году северные племена восточных славян и финно-угров, ранее изгнавшие неких варягов, призвали на княжение варягов-русь во главе с Рюриком. Ответ на главный вопрос «Повести временных лет» «откуду есть пошла Русская земля», вынесенный в заглавие летописи, содержится в рассказе о призвании варягов под 862 годом: князья принесли с собой варяжское имя Русь, и «от тех варяг прозвася Русская земля». Началом Руси составитель летописи считал призвание варяжских князей, а не поход на Царьград русской дружины. В то же время дата 862 года является символической. Некоторые историки относят начало Русского государства к другому времени или привязывают к другому событию (например, к 882 году, когда князь Олег захватил Киев, объединив два центра Руси).

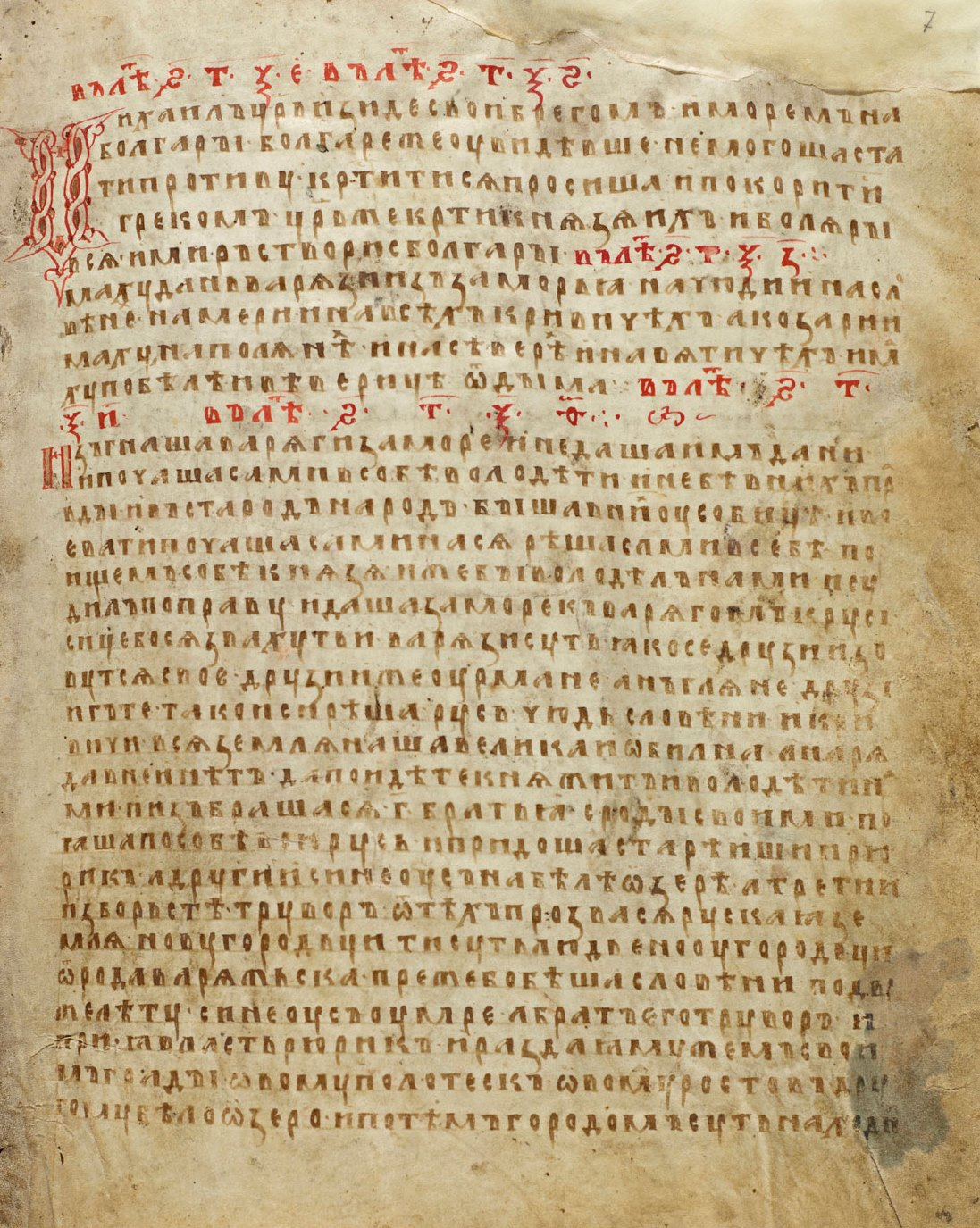
Рассказ о призвании варягов в «Повести временных лет», список Лаврентьевской летописи, 1377. Термин «Русская земля» применяется в широком смысле, включая Новгород: «И от тех варягов прозвалась Русская земля. Новгородцы же — те люди от варяжского рода, а прежде были славяне»

Существуют две основные гипотезы образования Древнерусского государства. Согласно норманской теории, опирающейся на «Повесть временных лет» начала XII века, многочисленные западноевропейские, арабские и византийские источники, а также на результаты исследований археологии и ономастики, Древнерусское государство было основано варягами (скандинавами), возглавляемыми братьями Рюриком, Синеусом и Трувором в 862 году или же родственником Рюрика Олегом, захватившим Киев в 882 году. В то же время некоторые представители норманизма, такие как В. О. Ключевский, называют первоначальной формой Русского государства киевское варяжское княжество Аскольда и Дира, которое стало центром консолидации восточнославянских племён и княжеств в единое государство, а не Новгородское государство Рюрика, которое они называют местным и кратковременным варяжским княжеством.
Другое направление, антинорманизм, основывается на концепции невозможности привнесения государственности извне и возникновения государства как этапа внутреннего развития общества. Основоположником этой теории в русской историографии считается М. В. Ломоносов. Кроме того, существуют различные точки зрения на происхождение самих варягов. Учёные, относимые к норманистам, считали их скандинавами (обычно шведами), часть антинорманистов, начиная с Ломоносова, предлагает их происхождение из западнославянских земель. Существуют и другие версии локализации — в Финляндии, Пруссии, другой части Прибалтики.
Предпосылки исконной государственности у восточных славян не отрицались Г. Ф. Миллером, А. Л. Шлёцером и Н. М. Карамзиным, а внешнее (скандинавское или иное) происхождение правящей династии — широко распространённый в Средневековье феномен, никак не доказывающий неспособности народа к созданию государства или, конкретнее, института монархии.
В новейшее время в контексте цивилизационного подхода в истории и теорий этнокультурных взаимодействий противостояние «норманистов» и «антинорманистов» в значительной мере утратило научный смысл. Становление государственности рассматривается как длительный процесс углубления стратификации общества, завершающийся политогенезом под воздействием комплекса различных факторов.
Большинством учёных признаются существенное влияние скандинавов на раннюю Русь, скандинавская принадлежность варягов, народа русь, правящего слоя в начальный период и первых правителей Руси, о чём свидетельствует широкий круг письменных, археологических и лингвистических источников. При этом в современной науке скандинавы не считаются собственно основателями Русского государства, принёсшими местным народам государственность; образование раннего Русского государства рассматривается как сложный процесс, включавший как внутренние (общественная эволюция местных, в первую очередь восточно-славянских общностей), так и внешние факторы.
Большое число византийских, западноевропейских, арабо-персидских источников свидетельствуют, что в IX — первой половине X века название «русь» относилось именно к варягам и русь в этот период отличали от славян.

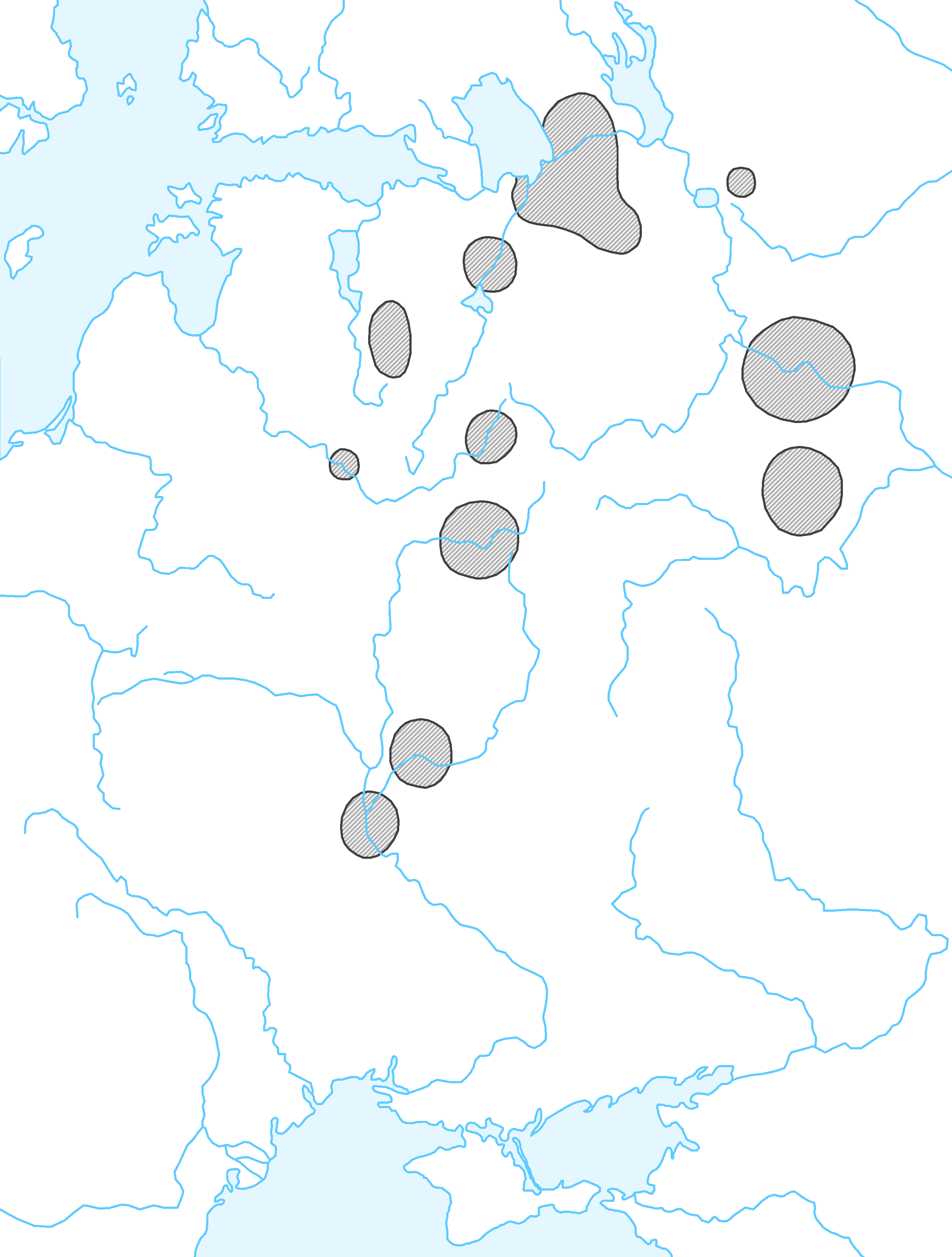
Археологические памятники Киевской Руси, включающие скандинавские комплексы и вещи в культурном слое поселений, X—XI века (по Г. С. Лебедеву и В. А. Назаренко)

Присутствие скандинавов на севере восточнославянской территории фиксируется по археологическим материалам с VIII века: находки IX—XI веков на раскопках Рюрикова городища, курганы-захоронения в Старой Ладоге (с середины VIII века) и Гнёздове. С того же VIII века возникает торговый путь из Скандинавии в Восточную Европу (Волжский торговый путь), а позднее — «путь из варяг в греки» — торговый путь из Скандинавии через Восточную Европу в Византию. Обилие скандинавских древностей в Восточной Европе невозможно объяснить лишь дальними путешествиями и транзитной торговлей выходцев из Скандинавии, тем более часть находок происходит из мест, существенно удалённых от магистральных путей. Скандинавские археологические древности свидетельствуют о значительном присутствии выходцев из Скандинавии среди населения Восточной Европы, а также о большой иммиграционной волне из Скандинавии в Восточную Европу, в основном с территории Средней Швеции. Эта миграция определялась суровыми природными условиями Скандинавии, небольшим количеством земель, пригодных для земледелия.
Многими учёными на основании арабских, византийских, западноевропейских, русских и других письменных источников (в том числе тех, в которых современники идентифицируют русь как шведов или норманнов), археологических материалов и данных лингвистики летописные варяги-русь отождествляются со скандинавами. В качестве скандинавского рассматривается происхождение правящей династии, дружины и названия государства. Тем не менее, считается, что скандинавы славянизировались в течение небольшого времени.
По мнению Е. А. Мельниковой и В. Я. Петрухина, становлению княжеской династии предшествовал длительный процесс развития социально-экономических отношений у славян и финно-угров, в котором скандинавские дружины стали не более чем катализатором в связи с их участием в создании торгового маршрута из Скандинавии в Восточную Европу. Призвание Рюрика на княжение рассматривается учёными как фольклорное отражение договорных отношений (др.-рус. рядъ) между племенной знатью восточных славян и финно-угров с одной стороны и варяжской дружиной во главе с князем — с другой стороны.
Около VII—X веков происходил многократный приток в уже освоенные славянами различные местности Восточно-Европейской равнины многочисленных групп славянских переселенцев из Подунавья, по мнению археолога В. В. Седова, сыгравший существенную роль в консолидации славянского населения Восточной Европы и завершившийся формированием древнерусской народности. По характеру и деталям погребальной обрядности древнейшие труположения на Среднем Поднепровье имеют прямые аналогии в раннехристианских памятниках на территории Великой Моравии. Н. К. Никольский, вслед за Д. И. Иловайским и А. А. Шахматовым, предполагал наличие в летописи двух взаимоисключающих версий происхождения руси — поляно-славянской и варяжской. По его мнению, исходной была поляно-славянская версия, а первый автор летописи был убеждён, что «Русская земля», как и все славяне, «пошла» из Подунавья. Позднейший же автор пытался доказать, что русь это варяги, пришедшие «из-за моря, и не в Киев, а в северо-западные земли». Вслед за И. П. Филевичем Никольский назвал первоначальный летописный свод «Повести о Русской земле» или «Повести о поляно-руси».

## История
Древнерусское государство возникло на торговом пути «из варяг в греки» на землях восточнославянских племён — ильменских словен, кривичей, полян и финно-угорских племён — чуди, мери и веси, затем охватив земли других восточнославянских племён — древлян, дреговичей, полочан, радимичей, северян и вятичей.

### До призвания варягов

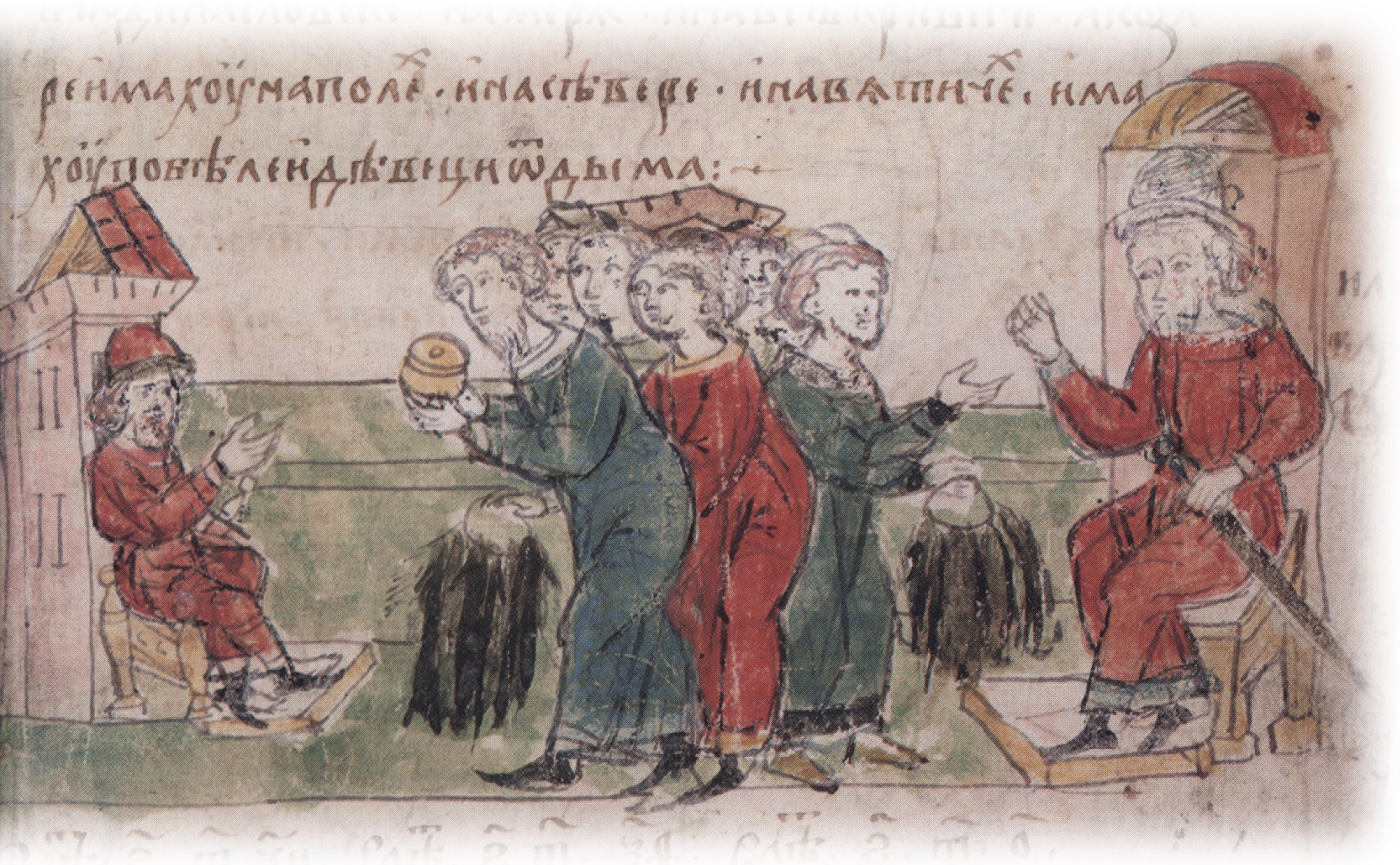
Плата дани словенами, кривичами, чудью и мерей варягам, полянами, северянами и вятичами — хазарам (859). Миниатюра из Радзивилловской летописи, конец XV века

Первое бесспорное упоминание руси содержится в Бертинских анналах, где под 839 годом упомянуты послы кагана народа рос (rhos), прибывшие сначала в Константинополь, а оттуда ко двору франкского императора Людовика Благочестивого. Император расследовал цель их прибытия и выяснил, что они из народа свеев (шведов, то есть скандинавов).
Предполагается, что до прихода летописных Аскольда, Дира и Олега, но не ранее первой половины IX века в Среднем Поднепровье с центром в Киеве имелось отдельное политическое образование. Его существование подтверждено письменными свидетельствами и в целом признано в науке. Близкой является концепция южной локализации Русского каганата.
Русские летописи и данные археологии позволяют отнести происхождение Руси к северной части Восточной Европы. Однако первые имеющие определённую датировку достоверные письменные сведения о народе русь, имеющем норманнское (варяжское) происхождение, относятся уже к первой половине — середине IX века и связаны не с севером, а с югом восточноевропейской территории. Большинство письменных источников о руси IX века относится к Южной Руси, предположительно с центром в Киеве. Арабо-персидскими географами (аль-Истахри, Ибн Хаукаль) отмечались две группы руси IX века: южная («Куйаба») и северная («Славийа»), каждая с собственным правителем (упоминается также третья группа, «Арсанийа», но она не может быть локализована). Предполагается два очага варяжского присутствия в Восточной Европе IX века: северный, с центром в Ладоге, а затем Новгороде, и южный, центром которого был Киев. Письменные источники позволяют отнести появление варяжской руси на юге к более раннему периоду, чем призвание Рюрика. Однако археологически скандинавское присутствие в Киеве в IX веке не подтверждается, что может объясняться быстрой ассимиляцией первой волны варягов славянами.
В «Повести временных лет» под 859 годом сказано, что финно-угорские и северная часть восточнославянских племён находились в даннической зависимости от варягов, а юго-восточная часть восточнославянских племён — от хазар:

Варяги, приходя из-за моря, взимали дань с чуди, и со славян, и с мери, и с веси, и с кривичей. А хазары брали с полян, и с северян, и с вятичей по серебряной монете и по белке от дыма.
Оригинальный текст (церк.-сл.)В лѣто 6367. Имаху дань варязи, приходяще изъ заморья, на чюди, и на словѣнехъ, и на меряхъ и на всѣхъ, кривичахъ. А козаре имахуть на полянех, и на сѣверехъ, и на вятичихъ, имаху по бѣлѣ и вѣверици тако от дыма.

В 860 году («Повесть временных лет» ошибочно относит его к 866 году) русь совершает первый поход на Константинополь. Греческие источники связывают с ним так называемое первое крещение Руси, после которого на Руси, возможно, возникла епархия и правящая верхушка (возможно, во главе с Аскольдом) приняла христианство.
Если следовать «Повести временных лет», Государству Рюрика предшествовала конфедерация славянских и финно-угорских племён, изгнавшая, а затем призвавшая варягов.

### Рюрик

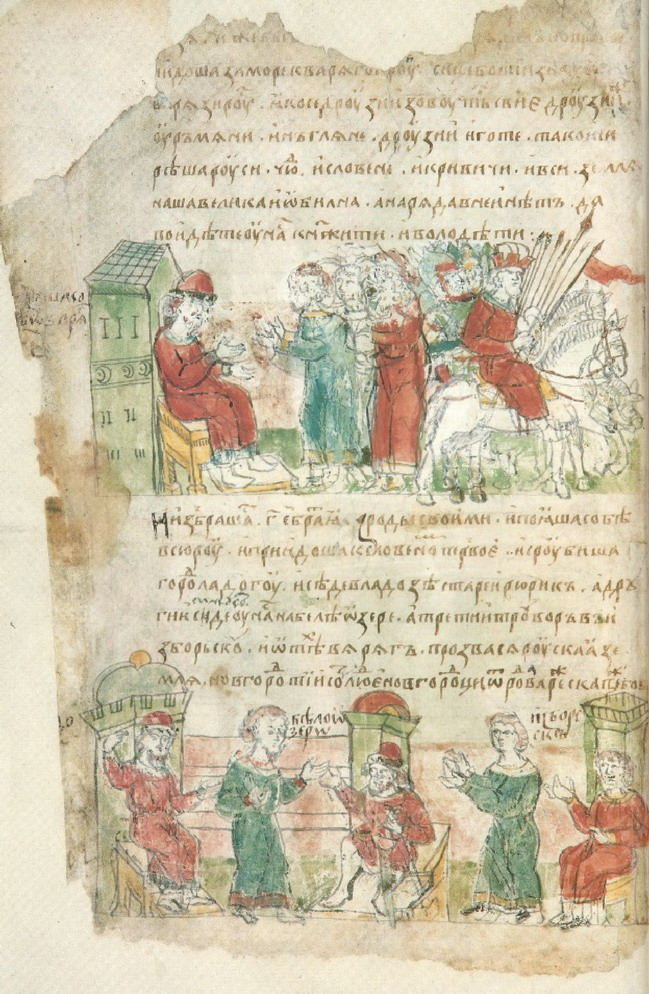
Призвание варягов (862). Миниатюры из Радзивилловской летописи, конец XV века

В 862 году, согласно «Повести временных лет» (дата приблизительна, поскольку древнейшая хронология летописи представляет собой результат искусственных калькуляций и исторически малодостоверна), славянские и финно-угорские племена, прежде изгнавшие варягов, призвали их на княжение:

В год 6370 (862). И изгнали варягов за море, и не дали им дани, и начали сами собой владеть, и не было среди них правды, и встал род на род, и была у них усобица, и стали воевать друг с другом. И сказали: «Поищем сами себе князя, который бы владел нами и рядил по ряду и по закону». Пошли за море к варягам, к руси. Те варяги назывались русью, как другие называются шведы, а иные — норманны и англы, а ещё иные готы — вот так и эти. Сказали руси чудь, славяне, кривичи и весь: «Земля наша велика и обильна, а порядка в ней нет. Приходите княжить и владеть нами». И избрались трое братьев со своими родами, и взяли с собой всю русь, и пришли прежде всего к славянам. И поставили город Ладогу. И сел старший, Рюрик, в Ладоге, а другой — Синеус, — на Белом озере, а третий, Трувор, — в Изборске. И от тех варягов прозвалась Русская земля.
Оригинальный текст (церк.-сл.)В лѣто 6370. И изгнаша варягы за море, и не даша имъ дани, и почаша сами в собѣ володѣти. И не бѣ в нихъ правды, и въста родъ на род, и быша усобицѣ в них, и воевати сами на ся почаша. И ркоша: «Поищемъ сами в собѣ князя, иже бы володѣлъ нами и рядилъ по ряду, по праву.» Идоша за море к варягом, к руси. Сице бо звахуть ты варягы русь, яко се друзии зовутся свее, друзии же урмани, аньгляне, инѣи и готе, тако и си. Ркоша руси чюдь, словенѣ, кривичи и вся: «Земля наша велика и обилна, а наряда въ ней нѣтъ. Да поидете княжить и володѣть нами». И изъбрашася трие брата с роды своими, и пояша по собѣ всю русь, и придоша къ словѣномъ пѣрвѣе. И срубиша город Ладогу. И сѣде старѣйший в Ладозѣ Рюрикъ, а другий, Синеусъ на Бѣлѣ озерѣ, а третѣй Труворъ въ Изборьсцѣ. И от тѣхъ варягъ прозвася Руская земля.

В том же 862 году (дата также приблизительна) варяги и дружинники Рюрика Аскольд и Дир, направлявшиеся в Константинополь, подчинили себе Киев, тем самым установив полный контроль над важнейшим торговым путём «из варяг в греки». При этом Новгородская и Никоновская летописи не связывают Аскольда и Дира с Рюриком, а хроника Яна Длугоша и Густынская летопись называют их потомками Кия.
В 879 году в Новгороде умер Рюрик. Княжение было передано Олегу, регенту при малолетнем сыне Рюрика Игоре.
Согласно БРЭ, «Нет оснований не доверять этому преданию, но летописная хронология событий (изгнание варягов, призвание Рюрика, вокняжение в Киеве Аскольда и Дира в 852, смерть Рюрика в 879, захват Киева Олегом в 882) явно условна».

### Олег

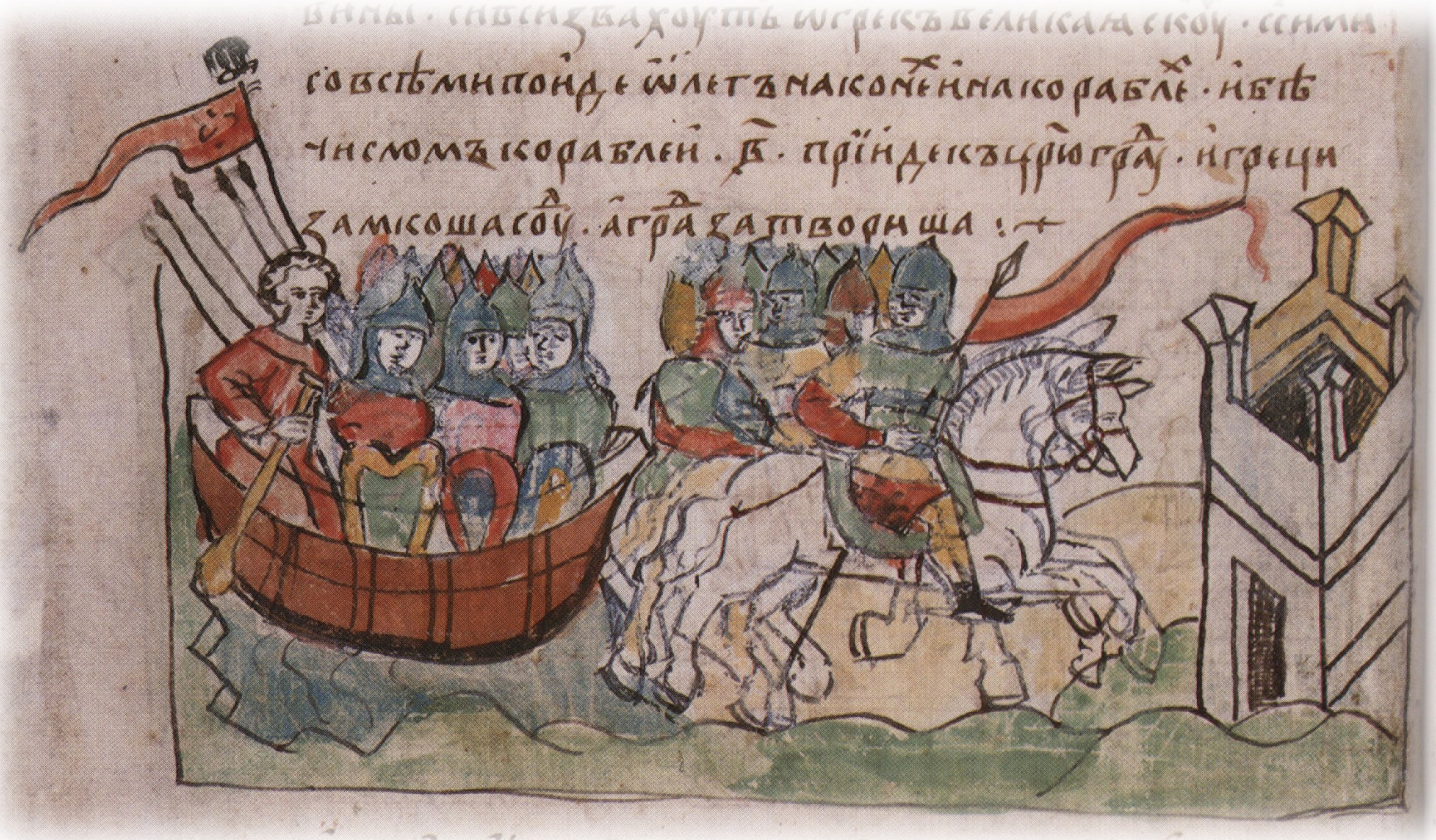
Олег ведёт войско к стенам Царьграда (907). Миниатюра из Радзивилловской летописи, конец XV века

В 882 году, по летописной хронологии, князь Олег (Олег Вещий), родственник Рюрика, отправился в поход из Новгорода на юг, по пути захватив Смоленск и Любеч, установив там свою власть и поставив на княжение своих людей. Далее Олег с новгородским войском и наёмной варяжской дружиной захватил Киев, убил правивших там Аскольда и Дира и объявил Киев столицей своего государства («И сел Олег, княжа, в Киеве, и сказал Олег: „Да будет это мать городам русским“»); господствующей религией было язычество, хотя в Киеве уже существовала и христианская община.
Олег военным путём распространил свою власть на земли древлян и северян, а радимичи приняли условия Олега без борьбы (два последних племенных союза до этого платили дань хазарам):

В год 6391 (883). Начал Олег воевать с древлянами и, покорив их, начал брать дань с них по чёрной кунице.
В год 6392 (884). Пошёл Олег на северян, и победил северян, и возложил на них лёгкую дань, и не велел им платить дань хазарам, сказав: «Я враг их, и вам [им платить] незачем».
В год 6393 (885). Послал Олег к радимичам, спрашивая: «Кому даёте дань?» Они же ответили: «Хазарам». И дали Олегу по щелягу, как и хазарам давали. И обладал Олег древлянами, полянами, радимичами, а с уличами и тиверцами воевал.
Оригинальный текст (церк.-сл.)В лѣто 6391. Поча Олегъ воевати на древляны, и примучивъ я, поча на них дань имать по черьнѣ кунѣ.

В лѣто 6392. Иде Олегъ на сѣвяры, и побѣди сѣверы, и възложи на нихъ дань легъку, и не дасть имъ козаромъ дани даяти, рекъ: «Азъ имъ противенъ, а вамъ не чему».
В лѣто 6393. Посла Олегъ к радимичем, ркя: «Кому дань даете?» Они же рѣша: «Козаром». И рече имъ Олегъ: «Не давайте козаромъ, но мнѣ давайте». И вдаша Олгови по щелягу, якоже и козаромъ даяху. И бѣ обладая Олегъ деревляны, полями, радимичи, а со уличи и тиверьци имѣяше рать.

В результате победоносного похода на Византию были заключены первые письменные договоры в 907 и 911 годах, предусматривавшие льготные условия торговли для русских купцов (отменялась торговая пошлина, обеспечивалась починка судов, ночлег), решение правовых и военных вопросов.
Согласно летописной версии, Олег, носивший титул великого князя, правил более 30 лет. Родной сын Рюрика Игорь занял престол после смерти Олега в 912 году и правил до 945 года. Исследователи отмечают пробел во всех списках Начальной летописи, совпадающий с началом княжения Игоря: «одинаково крупный перерыв на втором десятке X века» до 940-х годов. После «этого времени летописная сеть всех сводов вообще совпадает». Конец княжения Олега составляет «резкую грань» в общем расположении летописного материала.

### Игорь Рюрикович
Игорь совершил два военных похода на Византию. Первый, в 941 году, завершился неудачно. Ему предшествовала также неудачная военная кампания против Хазарии, в ходе которой Русь, действуя по просьбе Византии, атаковала хазарский город Самкерц на Таманском полуострове, но была разбита хазарским полководцем Песахом и повернула оружие против Византии. Второй поход на Византию произошёл в 944 году. Он завершился договором, подтвердившим многие положения предыдущих договоров 907 и 911 годов, но отменявшим беспошлинную торговлю. В 943 или 944 году был совершён поход русов в Закавказье на город Бердаа. В 945 году Игорь был убит во время сбора дани с древлян.

### Княгиня Ольга
После смерти Игоря в силу малолетства его сына Святослава реальная власть оказалась в руках вдовы Игоря княгини Ольги. Она стала первым правителем Киевской Руси, официально принявшим христианство византийского обряда (по наиболее аргументированной версии, в 957 году, но предлагаются и другие даты). Впрочем, Ольга около 959 года приглашала на Русь германского епископа Адальберта и священников латинского обряда (после неудачи своей миссии они были вынуждены покинуть Киев).

### Святослав Игоревич

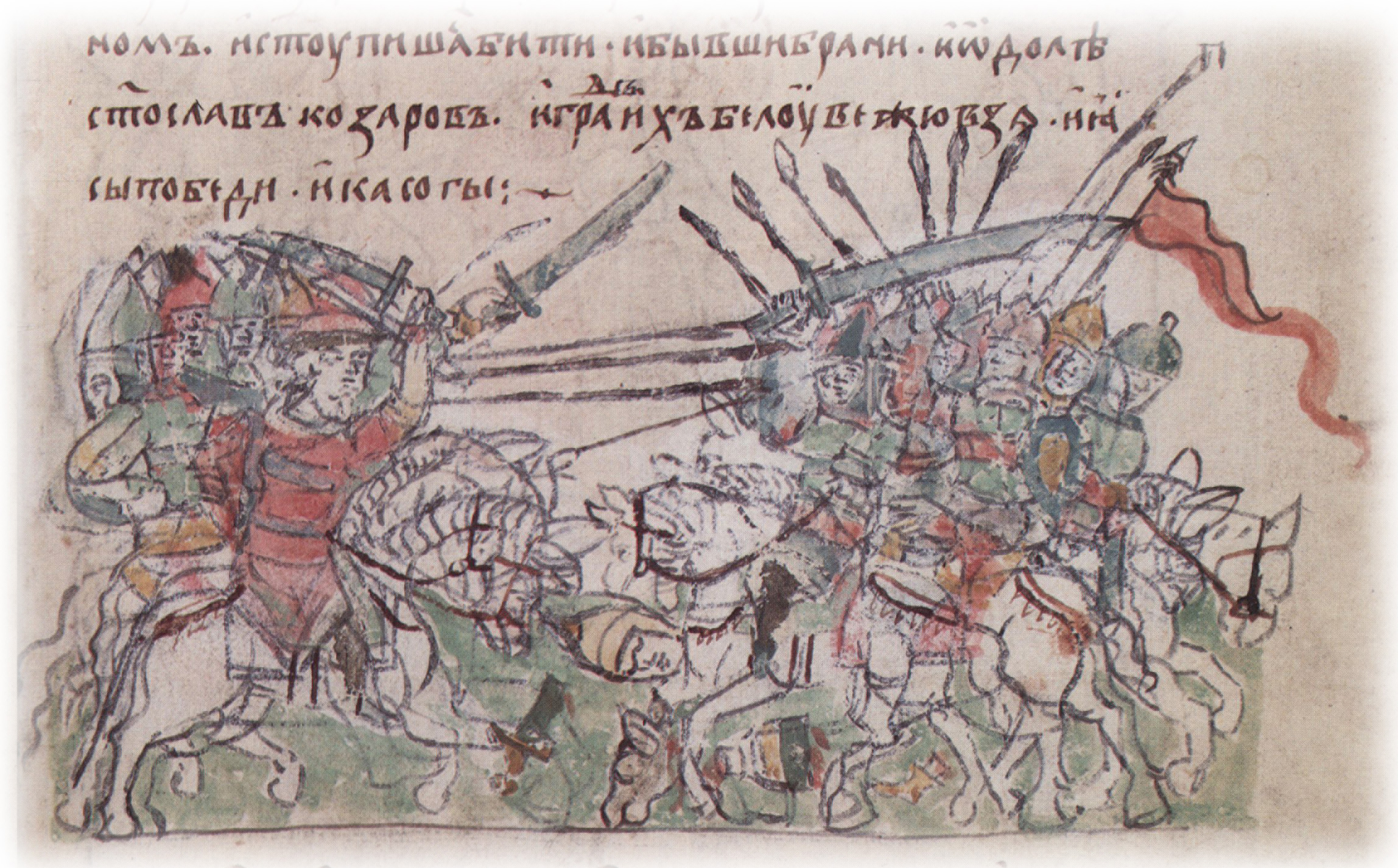
Сражение войск Святослава Игоревича с войсками хазарского «князя Кагана», закончившееся победой руси (965). Миниатюра из Радзивилловской летописи, конец XV века

Около 960 года возмужавший Святослав принял власть в свои руки. Его первым мероприятием стало подчинение вятичей (964), которые последними из всех восточнославянских племён продолжали платить дань хазарам. В 965 (по др. данным также в 968/969) году Святослав совершил поход на Хазарский каганат, взяв штурмом его основные города: город-крепость Саркел, Семендер и столицу Итиль. На месте Саркела после этого возникла древнерусское поселение Белая Вежа. Возможно, с этим походом связано и утверждение Руси в Тмутаракани. Также Святослав осуществил два похода в Болгарию, где намеревался создать собственное государство со столицей в придунайской области, что привело к войне с Византией. В 972 году после окончания войны, возвращаясь в Киев с ослабленным войском, он был атакован печенегами и погиб в бою.

### Владимир и Ярослав Мудрый. Крещение Руси

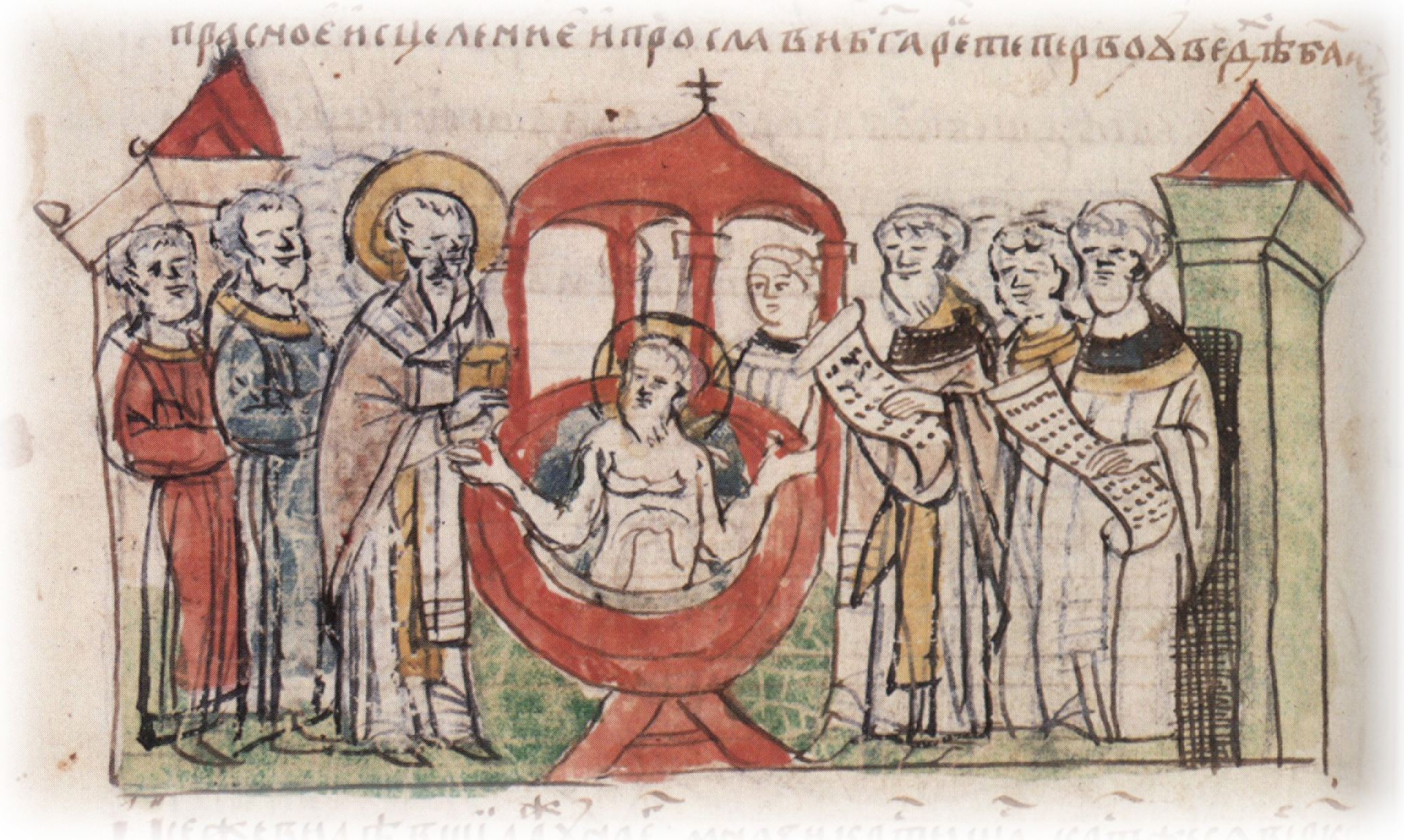
Крещение и прозрение Владимира Святославича в Корсуни. Миниатюра из Радзивилловской летописи, конец XV века

После смерти Святослава между его сыновьями разгорелась междоусобица за право на престол (972—978 или 980). Старший сын Ярополк стал великим киевским князем, Олег получил древлянские земли, а Владимир — Новгород. В 977 году Ярополк разбил дружину Олега, а сам Олег погиб. Владимир бежал «за море», но вернулся через два года с варяжской дружиной. В ходе междоусобицы Владимир Святославич отстоял свои права на престол (годы правления 980—1015). При нём завершилось формирование государственной территории Древней Руси, были присоединены червенские города и Закарпатье.

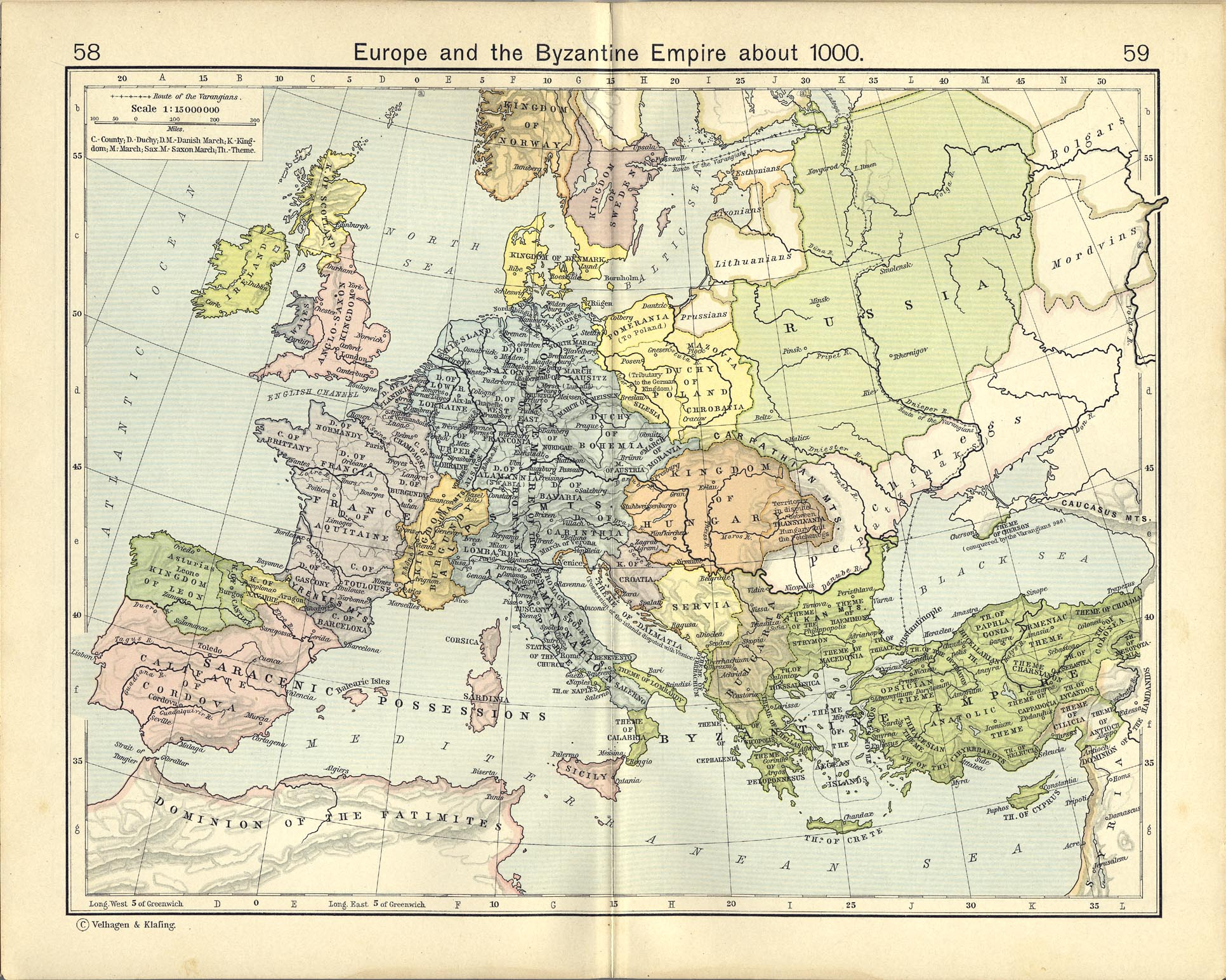
Киевская Русь в Европе на рубеже тысячелетий

При князе Владимире Святославиче в 988 году официальной религией Руси становится христианство. Став киевским князем, Владимир столкнулся с возросшей печенежской угрозой. Для защиты от кочевников он строит на границе линии крепостей, гарнизоны которых набирал из «лучших мужей» северных племён. Именно во времена Владимира происходит действие многих русских былин, повествующих о подвигах богатырей.
После смерти Владимира на Руси произошла новая междоусобица. Святополк Окаянный в 1015 убил своих братьев Бориса (по другой версии, Борис был убит скандинавскими наёмниками Ярослава), Глеба и Святослава. Сам Святополк дважды потерпел поражение и умер в изгнании. Борис и Глеб в 1071 году были причислены к лику святых.

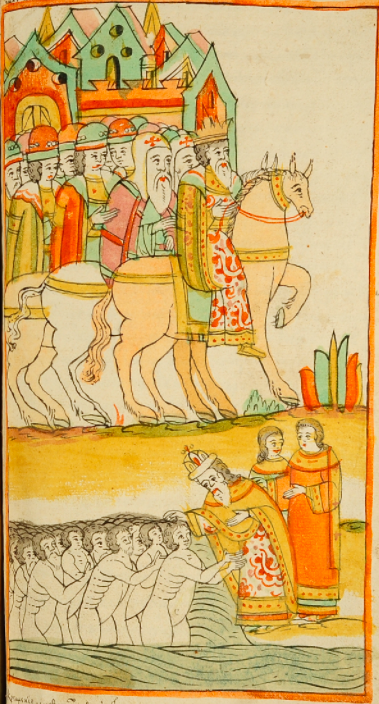
Крещение киевлян митрополитом Михаилом I, Лицевой хронограф Фёдора III, 1682

Правление Ярослава Мудрого (1019—1054) стало порой наивысшего расцвета государства. Общественные отношения регулировались сборником законов Русская Правда и княжескими уставами. Ярослав Мудрый проводил активную внешнюю политику. Он породнился со множеством правящих династий Европы, что свидетельствовало о широком международном признании Руси в европейском христианском мире.
В городах, крупнейшими из которых были Киев, Новгород, Ладога, Смоленск, Полоцк, Изборск, Чернигов, Переяславль, Туров, Ростов, Белоозеро, Плесков (Псков), Муром, Овруч, Владимир-Волынский и другие, развивались ремёсла и торговля. Создавались памятники письменности («Слово о законе и благодати», Новгородский кодекс, Остромирово евангелие, жития и первые летописи, позднее положенные в основу ПВЛ). Началось каменное строительство (выдающимися памятниками архитектуры стали Десятинная церковь, Софийский собор в Киеве и одноимённые соборы в Новгороде и Полоцке). О высоком уровне грамотности жителей Руси свидетельствуют дошедшие до нашего времени многочисленные берестяные грамоты. Русь вела торговлю с южными и западными славянами, Скандинавией, Византией, Западной Европой, народами Кавказа и Средней Азии.
Когда после 12-летнего обособления и смерти князя Мстислава Владимировича, не оставившего наследника, под власть Ярослава вернулось Черниговское княжество, Ярослав перебрался из Новгорода в Киев и нанёс поражение печенегам, после чего их набеги на Русь навсегда прекратились (1036).

### Триумвират Ярославичей. Любечский съезд
Первым от Киева обособилось Полоцкое княжество — это произошло уже в начале XI века. Сконцентрировав все остальные русские земли под своей властью лишь через 21 год после смерти своего отца, Ярослав Мудрый, умирая в 1054 году, разделил их между пятью пережившими его сыновьями. После смерти двух младших из них все земли оказались под властью троих старших: Изяслава Киевского, Святослава Черниговского и Всеволода Переяславского («триумвират Ярославичей»).

С 1061 года (сразу после разгрома торков русскими князьями в степях) начались набеги половцев, пришедших на смену откочевавшим на Балканы печенегам. В ходе долгих русско-половецких войн южные князья длительное время не могли справиться с противниками, предприняв целых ряд неудачных походов и понеся чувствительные поражения (битва на реке Альте (1068), битва на реке Стугне (1093 год)).

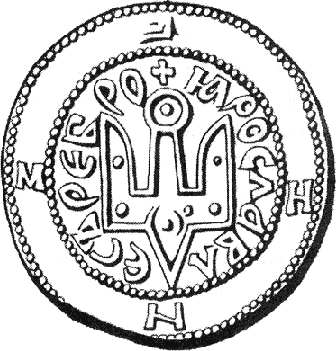
Серебреник Ярослава Мудрого

После смерти Святослава в 1076 году киевские князья предприняли попытку лишить его сыновей черниговского наследства, и те прибегли к помощи половцев, хотя впервые половцы были использованы в усобицах Владимиром Мономахом (против Всеслава Полоцкого). В 1094 году Олег, Давыд и Ярослав Святославичи начали войну за левобережные волости против киевского князя Святополка Изяславича, черниговского князя Владимира Мономаха и их союзников.
На Любечском съезде (1097), призванном прекратить междоусобицы и объединить князей для защиты от половцев, был провозглашён принцип: «Каждый да держит отчину свою». Таким образом, при сохранении лествичного права, в случае смерти одного из князей перемещение наследников было ограничено их вотчиной. Это открыло путь к политической раздробленности (феодальной раздробленности), так как в каждой земле утверждалась отдельная династия, а великий князь Киевский становился первым среди равных, теряя роль сюзерена.

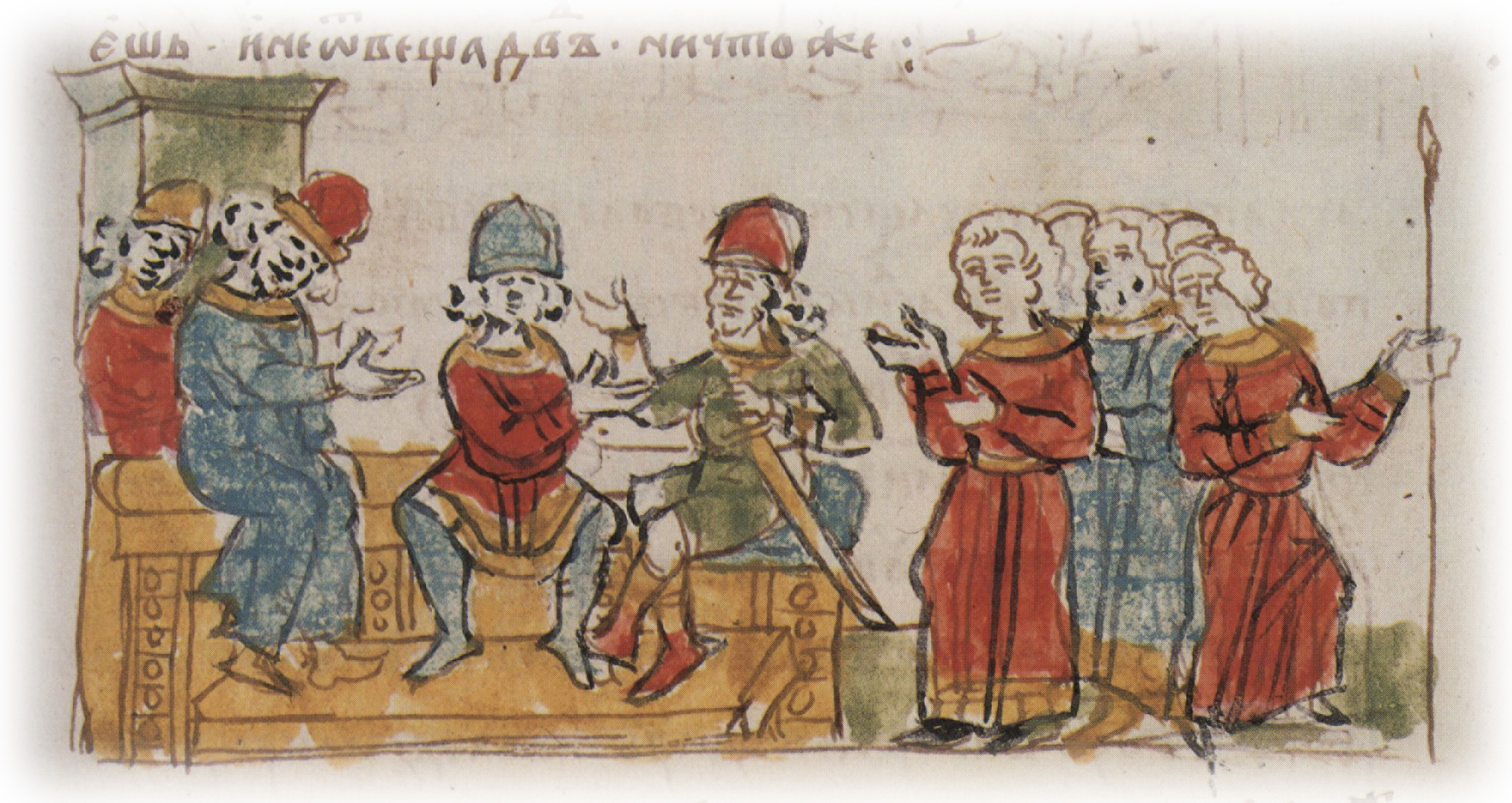
Съезд в Уветичах 1100 года. Миниатюра из Радзивилловской летописи, конец XV века

Вскоре после Любечского съезда началась война за Волынь, Перемышль и Теребовль. Формальным поводом к войне послужило ослепление Василька Ростиславича теребовльского Давыдом Игоревичем волынским, но то, что это произошло во владениях киевского князя Святополка, едва не привело к его свержению Владимиром с киевского престола в 1098 году. В результате войны Святополк отобрал у Давыда Волынь себе, а претензии Святополка на владения Ростиславичей провалились после битв на Рожном поле и на Вагре. Заключение мира и распределение волостей произошло на съезде в Уветичах (1100 год).
Это позволило объединить силы для борьбы с половцами (Долобский съезд 1103 года), которая была перенесена вглубь степей. Кроме того, заключались договоры с союзными кочевниками — «чёрными клобуками» (торками, берендеями и печенегами, изгнанными половцами из степей и поселившимися на южнорусских границах). Начиная с 1103 года, Владимир Мономах стал вдохновителем и одним из руководителей совместных наступательных военных походов против половцев (сражения на Сутени в 1103 году, на Сальнице в 1111 году), также были разбиты Боняк и Шарукан на переяславской земле (1107 год).
После смерти в 1113 году киевского князя Святополка Изяславича в Киеве вспыхнуло народное восстание и киевское боярство призвало на княжение в Киев Владимира Мономаха. Он вынужден был законодательным путём несколько смягчить положение низов. Так возник «Устав Владимира Мономаха» или «Устав о резах», который вошёл в состав пространной редакции «Русской Правды». Этот устав ограничил прибыли ростовщиков, определял условия закабаления и, не покушаясь на основы феодальных отношений, облегчал положение холопов и закупов. Княжение Владимира Мономаха было периодом последнего усиления Киевской Руси.

### Изменения в государственном управлении в конце X — начале XII веков

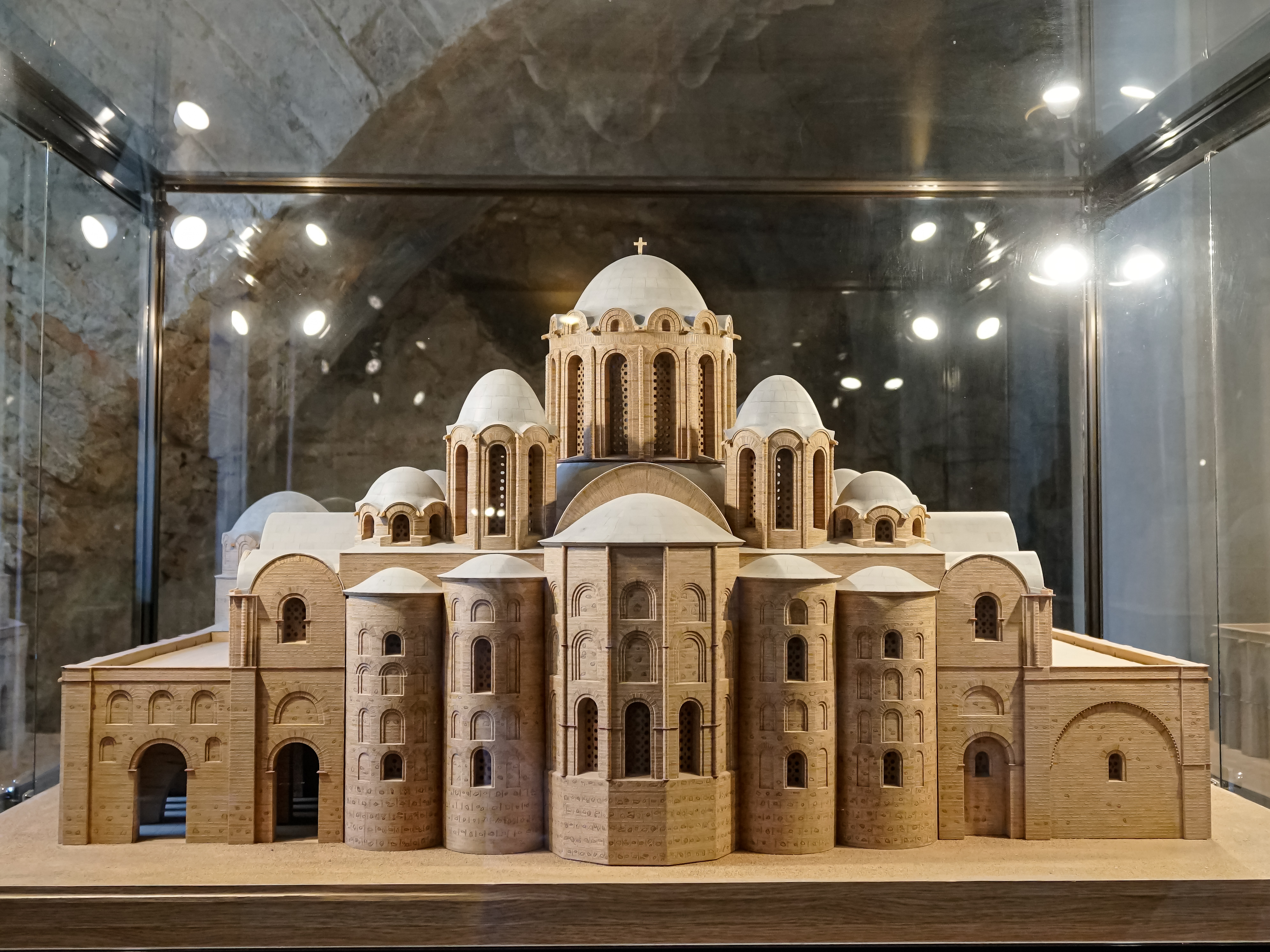
Макет-реконструкция первоначального облика Софийского собора в Киеве

В ходе крещения Руси во всех её землях была установлена власть православных епископов, подчинявшихся киевскому митрополиту. В то же самое время во всех землях были посажены наместниками сыновья Владимира. Теперь все князья, выступавшие удельниками киевского великого князя, были только из рода Рюриковичей. Скандинавские саги упоминают о ленных владениях викингов, но они располагались на окраинах Руси и на вновь присоединённых землях, поэтому во времена написания «Повести временных лет» они уже казались пережитком. Князья Рюриковичи вели ожесточённую борьбу с оставшимися племенными князьями (Владимир Мономах упоминает князя вятичей Ходоту и его сына). Это способствовало централизации власти.

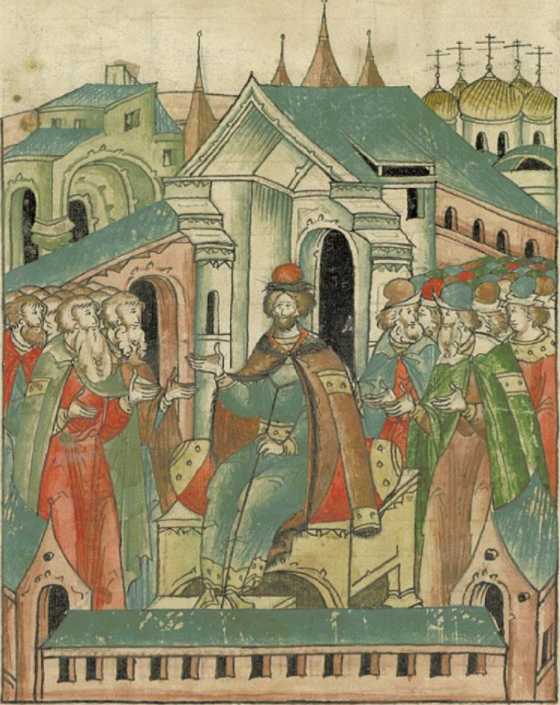
Владимир Мономах на Киевском престоле, Лицевой летописный свод, середина XVI века

Власть киевского князя достигла наивысшего укрепления при Владимире и Ярославе Мудром (затем после перерыва при Владимире Мономахе). Положение династии укреплялось многочисленными международными династическими браками: Анны Ярославны и французского короля, Всеволода Ярославича и византийской царевны и др.
Со времени Владимира или, по некоторым сведениям, Ярополка Святославича, дружинникам вместо денежного жалования князь стал давать земли. Если изначально это были города в кормление, то в XI веке дружинники стали получать сёла. Вместе с сёлами, которые становились вотчинами, даровался и боярский титул. Бояре стали составлять старшую дружину. Служба бояр была обусловлена личной верностью князю, а не размером земельного надела (условное землевладение не получило заметного распространения). Младшая дружина («отроки», «детские», «гриди»), находившаяся при князе, жила за счёт кормления с княжеских сёл и войны. Основной боевой силой в XI веке было ополчение, получавшее на время войны коней и оружие от князя. От услуг наёмной варяжской дружины в основном отказались в период правления Ярослава Мудрого.
После Ярослава Мудрого окончательно утвердился «лествичный» принцип наследования земли в роде Рюриковичей. Старший в роде (не по возрасту, а по линии родства), получал Киев, все остальные земли делились между членами рода и распределялись по старшинству. Власть переходила от брата к брату, от дяди — к племяннику. Второе место в иерархии столов занимал Чернигов. При смерти одного из членов рода, все младшие по отношению к нему Рюриковичи переезжали в земли, соответствующие их старшинству. При появлении новых членов рода им определялся город с землёй — (волость). Определённый князь имел право княжить только в том городе, где княжил его отец, в обратном случае он считался изгоем.
Значительной частью земли со временем стал обладать церковный клир (так называемые «монастырские вотчины»). С 996 года население выплачивало в пользу духовенства десятину. Число епархий, начиная с 4, росло. Кафедра митрополита, назначаемого патриархом константинопольским, стала находиться в Киеве, а при Ярославе Мудром митрополит впервые был избран из числа русских священников, в 1051 году им стал приближённый к Владимиру и его сыну Иларион. Большим влиянием стали обладать монастыри и их избираемые главы, игумены. Центром православия становится Киево-Печерский монастырь.
Бояре и дружина составляли при князе особые советы. Князь советовался также с митрополитом, епископами и игуменами, составлявшими церковный собор. С усложнением княжеской иерархии с середины XI века стали собираться княжеские съезды («снемы»). В городах действовали веча, на которые зачастую опирались бояре для поддержки собственных политических требований (восстания в Киеве 1068 и 1113 года).
В XI — начале XII века сформировался первый письменный свод законов — Русская Правда, который последовательно пополнялся статьями «Правды Ярослава» (ок. 1015—1016 годы), «Правды Ярославичей» (около 1072 года) и «Устава Владимира Всеволодовича» (около 1113 года). В Русской Правде отразилось усиление дифференциации населения (теперь размер виры зависел от социального положения убитого), регламентировалось положение таких категорий населения, как челядь, холопы, смерды, закупы и рядовичи.
«Правда Ярослава» уравняла в правах «русинов» и «словенинов» (следует пояснить, что под именем «словене» летопись упоминает только новгородцев — «ильменских словен»). Это, наряду с христианизацией и другими факторами, способствовало формированию новой этнической общности, осознававшей своё единство и историческое происхождение.
С конца X века на Руси известно собственное монетное производство — серебряные и золотые монеты Владимира I, Святополка, Ярослава Мудрого и других князей.

### Распад

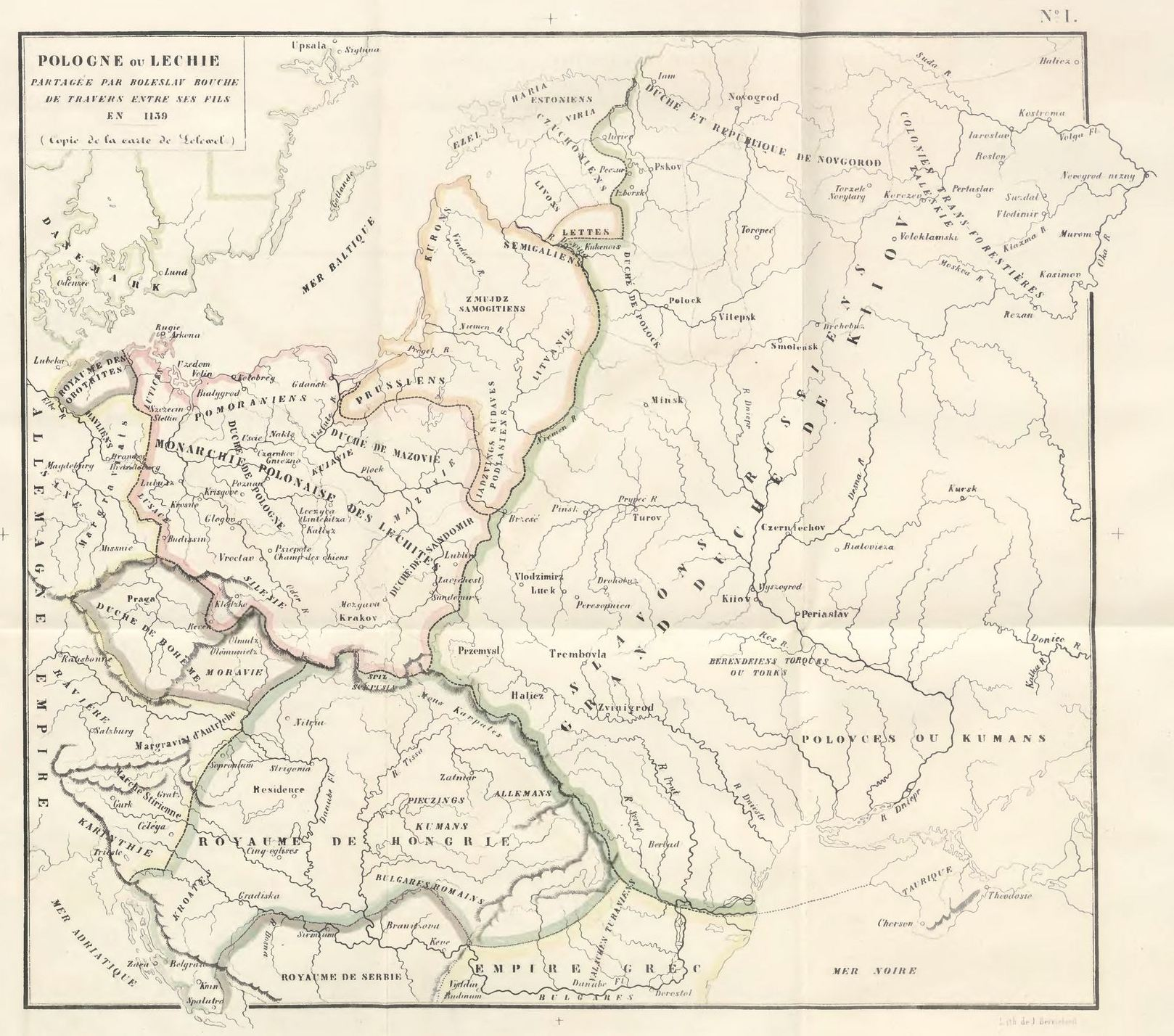
Русь, Литва, Польша и Венгрия (1139)

Киевская Русь около 1160 года

Сразу же вслед за смертью Владимира Мономаха в 1125 году с Северного Кавказа вернулась одна из половецких орд, отступивших туда в его правление. Вскоре возобновилась практика половецких вторжений в южнорусские земли в союзе с отдельными русскими князьями, прежде всего с черниговскими Ольговичами.
Во второй четверти XII века Киевская Русь распалась на самостоятельные княжества. Хронологическим началом раздробленности современная историографическая традиция считает 1132 год, когда после смерти Мстислава Великого, сына Владимира Мономаха, власть киевского князя перестали признавать Полоцк (1132) и Новгород (1136). Летописец под 1134 годом в связи с расколом в среде Мономаховичей записал «разодралась вся земля Русская». Начавшиеся междоусобицы не касались самого великого княжения, но после смерти Ярополка Владимировича (1139) следующий Мономахович Вячеслав был изгнан из Киева Всеволодом Ольговичем Черниговским, после чего титул киевского князя стал объектом борьбы между различными династическими и территориальными объединениями Рюриковичей.
На протяжении XII—XIII столетий жители южнорусских княжеств из-за постоянной угрозы, исходившей из степи, а также из-за непрекращавшихся княжеских усобиц за Киевскую землю переселялись на север, в более спокойную Ростово-Суздальскую землю, называвшуюся также Залесьем или Опольем. Пополнив ряды славян первой, кривицко-новгородской миграционной волны X века, переселенцы с многолюдного юга быстро составили большинство на этой земле и ассимилировали редкое финно-угорское население. О массивной русской миграции на протяжении XII века свидетельствуют летописи и археологические раскопки. Именно на этот период приходится основание и быстрый рост многочисленных городов Ростово-Суздальской земли (Владимир, Москва, Переяславль-Залесский, Юрьев-Опольский, Дмитров, Звенигород, Стародуб-на-Клязьме, Ярополч-Залесский, Галич и др.), названия которых нередко повторяли названия городов происхождения переселенцев.
Ослабление Южной Руси, помимо возросшей половецкой опасности, усобиц князей и миграции населения, также связывают с успехом первых крестовых походов и появлением торгового пути между Западной Европой и Азией через восточное побережье Средиземного моря.

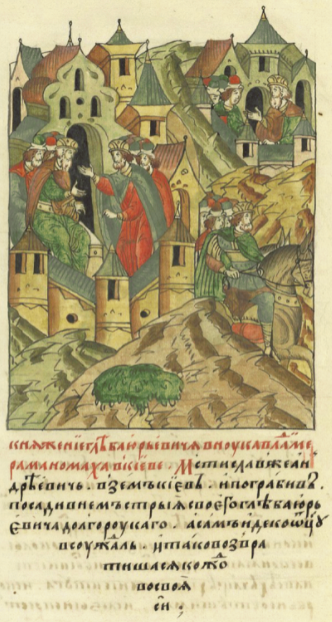
Мстислав Андреевич сажает на киевское княжение Глеба. Лицевой летописный свод, середина XVI века

Борьба за киевское княжение переплетала вокруг него интересы почти всех русских земель, что было одним из центростремительных факторов, но по этой же причине владение Киевом было возможно только ценой значительных компромиссов. Так, в ходе двух крупных междоусобных войн середины XII века Киевское княжество утратило Волынь (1154), Переяславль (1157) и Туров (1162). Волынь обособилась после провала попытки старшей ветви потомков Мстислава Великого превратить Киев в своё родовое владение, пользуясь поддержкой населения. Одной из причин этого провала была политика галицких (c 1140) князей, противодействовавших объединению Волыни и Киева в одних руках. Преемники суздальского князя Юрия Долгорукого перешли к политике, сходной с галицкой — политике ослабления Киева.
В 1169 году внук Владимира Мономаха, владимиро-суздальский князь Андрей Боголюбский послал на юг войско во главе со своим сыном Мстиславом, которое, вместе с примкнувшими к нему смоленскими и северскими дружинами, захватило Киев. Впервые город был жестоко разграблен, были сожжены киевские храмы, жители уводились в плен. На киевское княжение был посажен младший брат Андрея. После неудачных походов на Новгород (1170 год) и Вышгород (1173 год) влияние владимирского князя в других землях временно ослабло, но было восстановлено братом и преемником Андрея — Всеволодом Большое Гнездо, добившимся признания своего старшинства среди потомков Мономаха и влиявшим на судьбу киевского стола.
В XII веке кроме киевского князя титул (определение) великого стали носить также владимирские князья, а в XIII веке эпизодически также князья галицкий, черниговский и рязанский.
В 1203 году Киев был вторично разграблен, на этот раз смоленским князем Рюриком Ростиславичем (с Ольговичами и половцами), боровшимся против галицко-волынского князя Романа Мстиславича и его кандидата на Киев. Тем не менее, сильные позиции Киева в общерусской политике сохранялись ещё как минимум четверть века. Временным прекращением усобиц ознаменовалось княжение Мстислава Романовича (1212—1223) и Владимира Рюриковича (1223—1235) (оба из смоленской ветви Рюриковичей).
Важным фактором сохранения значения Киева был институт так называемых «причастий в Русской земле». Князья различных линий претендовали если не на сам Киев, то на часть земель Киевского княжества, за что обязывались участвовать в защите южных границ. Общие походы против половцев после долгого перерыва удавалось организовывать в 1168 и 1183 годах. В битве на реке Калке (1223), в которой участвовали практически все южнорусские князья, произошло первое столкновение Руси с монголами.
Накануне монгольского нашествия (1237—1241 годы) на территории Руси насчитывалось около 25 государственных образований, из них 19 крупных.

Разорение русских земель во время монгольского нашествия:
земля разорена
земля частично разорена, столица уцелела
земля не разорена

6 декабря 1240 года Киев был сожжён монголами. Накануне монгольского нашествия Киевом владел младший брат владимирского князя Ярослав Всеволодович (1236—1238), в 1240 году — галицкий наместник Дмитр, а после признания в 1243 году монголами Ярослава Всеволодовича владимирского старейшим на Русских землях — владимирские наместники. С 1254 года галицко-волынские князья носили титул «король Руси». Титул «великих князей всея Руси» с начала XIV века стали носить владимирские великие князья.
В 1299 году Киев лишился последнего столичного атрибута — резиденции митрополита. Она была перенесена во Владимир. В некоторых церковных и литературных источниках — например, в высказываниях константинопольского патриарха и Витовта в конце XIV века, — Киев продолжал рассматриваться как столичный город и в более позднее время, однако к этому моменту он уже был провинциальным городом Великого княжества Литовского.
В советской историографии понятие «Киевская Русь» распространяли как до середины XII века, так и для более широкого периода середины XII — середины XIII веков, когда Киев оставался центром страны и управление Русью осуществлялось единым княжеским родом на принципах «коллективного сюзеренитета». Оба подхода сохраняют актуальность и в настоящее время.
Дореволюционные историки, начиная с Н. М. Карамзина, придерживались идеи о переносе политического центра Руси в 1169 году из Киева во Владимир, восходящей к трудам московских книжников, или во Владимир и Галич. Большинство современных историков считает, что эти идеи не находят подтверждения в источниках. 

## Характер государственности русских земель

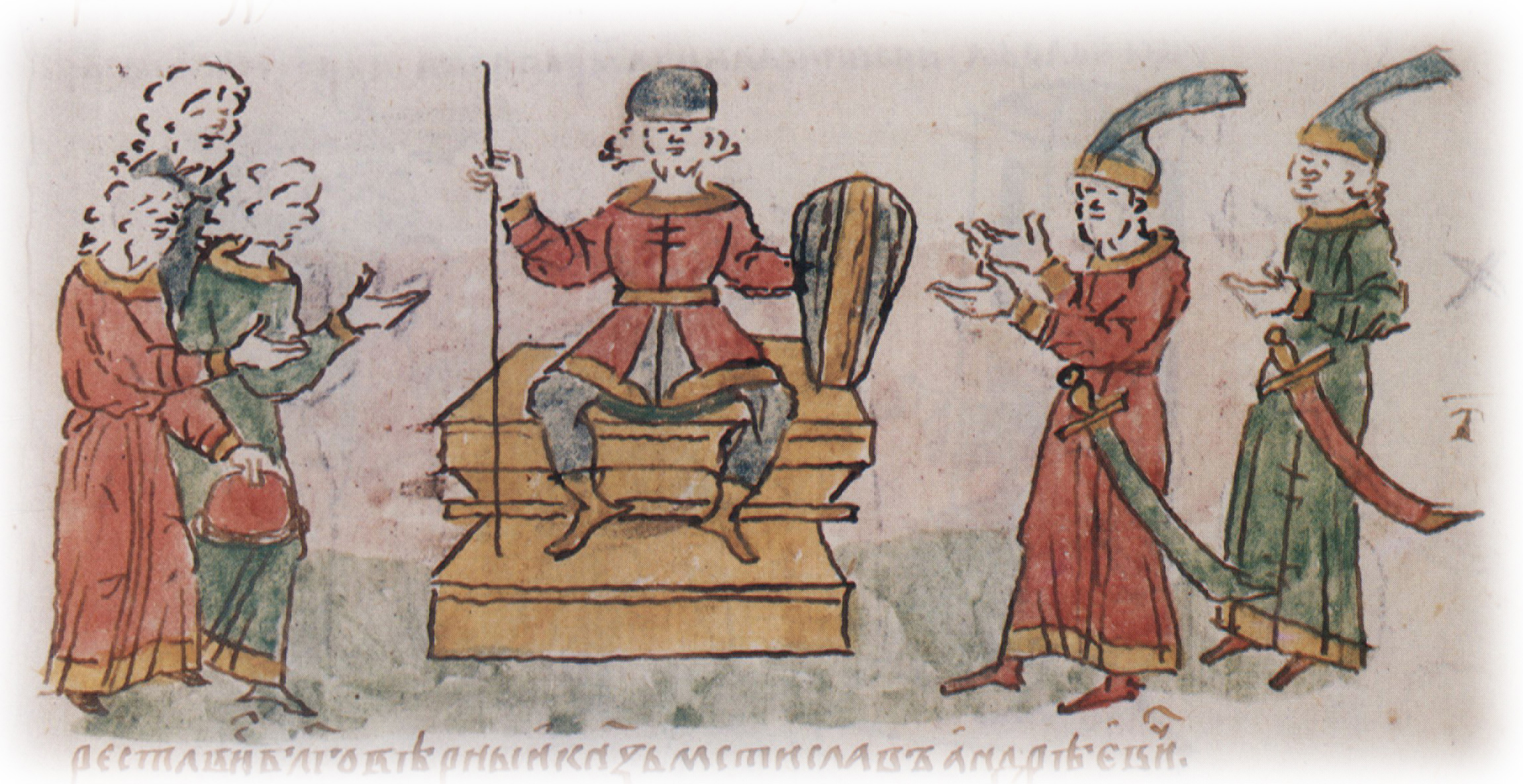
Вокняжение Романа Ростиславича Смоленского на киевском престоле. Миниатюра из Радзивилловской летописи, конец XV века

Историки по-разному оценивают характер государства данного периода: «варварское государство», «военная демократия», «дружинный период», «норманнский период», «военно-торговое государство», «складывание раннефеодальной монархии».
Древнерусское государство объединило под своей властью обширные территории, населённые восточнославянскими, финно-угорскими и балтскими племенами. В летописях государство называлось Русь, Русская земля; слово «русский» в сочетании с другими словами встречалось в различных написаниях: как с одной «с», так и с двойной; как с «ь», так и без него. В узком смысле под Русью, Русской землёй понималась территория Киевской (за исключением древлянской и дреговичской земель), Чернигово-Северской (за исключением радимичских и вятичских земель) и Переяславской земель; именно в таком значении термин «Русь» вплоть до XIII века употребляется, например, в новгородских источниках.
Глава государства носил титул князя с почётным определением великий. Вопрос о том, когда великокняжеское определение превратилось в титул (то есть стало употребляться систематически), является дискуссионным. Неофициально к киевскому князю иногда могли прилагаться и другие престижные титулы, среди которых тюркский каган и византийский царь. Княжеская власть была наследственной. Помимо князей в управлении территориями участвовали великокняжеские бояре и «мужи» — дружинники, нанимавшиеся князем. Бояре также имели свои наёмные дружины, которые в случае необходимости сводились в единое войско. При князе также иногда выделялся один из бояр-воевод, который зачастую выполнял функции реального управления государством; такими воеводами были Олег (при малолетнем Игоре), Свенельд — при Ольге, Святославе и Ярополке, Добрыня — при Владимире. На местном уровне княжеская власть имела дело с племенным самоуправлением в виде веча и «градских старцев».
При распаде Киевской Руси в середине XII века на её бывшей территории образовалось около 15 относительно территориально устойчивых княжеств (в свою очередь, делившихся на уделы). Наиболее могущественными княжескими династиями являлись черниговские Ольговичи, смоленские Ростиславичи, волынские Изяславичи и суздальские Юрьевичи. В период раздробленности Руси политическая власть из рук князя и младшей дружины частично перешла к усилившемуся боярству. Если ранее бояре имели деловые, политические и экономические отношения с целым родом Рюриковичей во главе с великим князем, то теперь — с отдельными княжескими семьями.

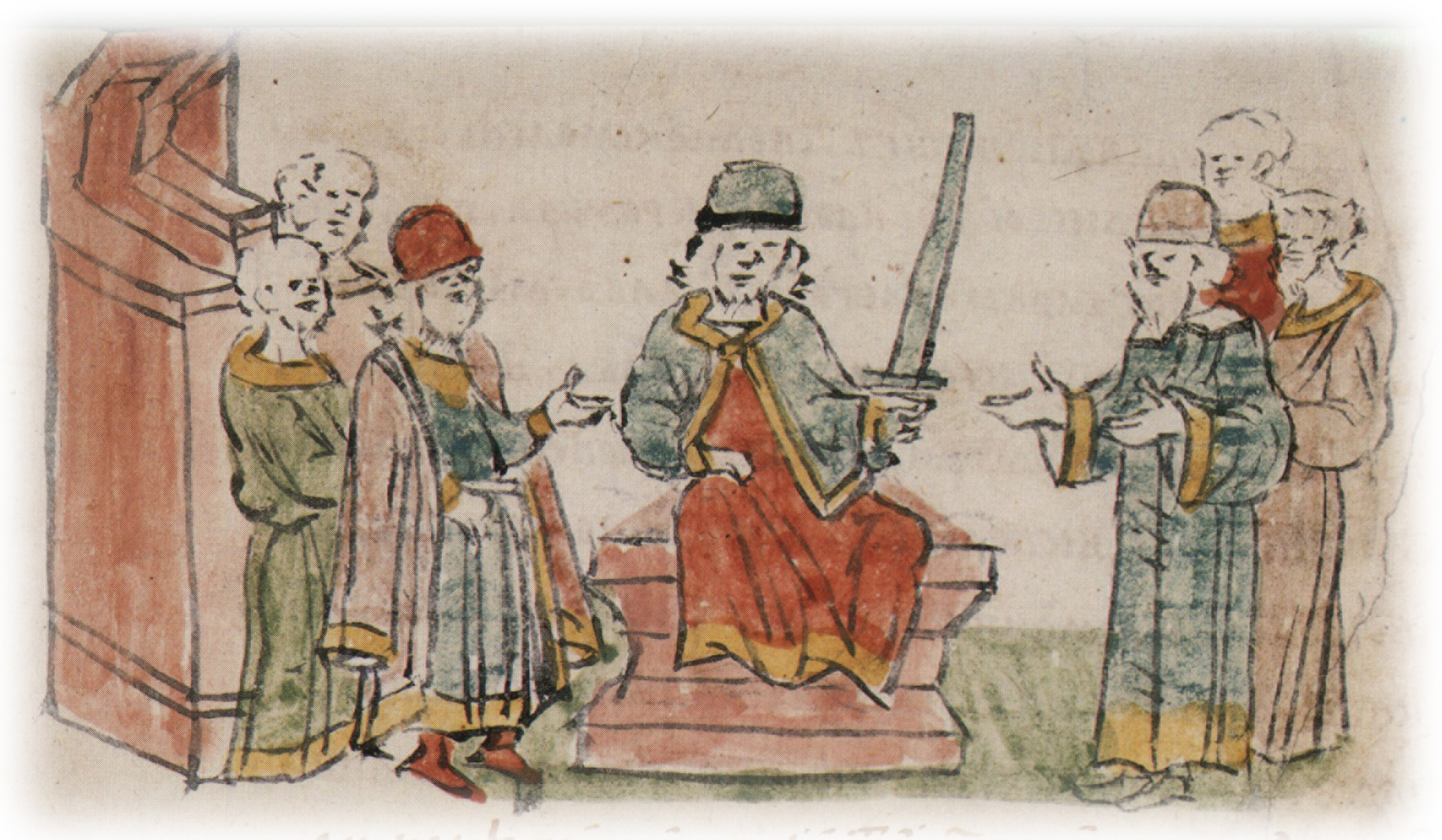
Юрий Долгорукий на киевском престоле. Миниатюра из Радзивилловской летописи, конец XV века

В Киевском княжестве бояре для ослабления накала борьбы между княжескими династиями поддерживали в ряде случаев дуумвират (соправление) князей и даже прибегали к физическому устранению пришлых князей (Юрий Долгорукий и Глеб Юрьевич были отравлены). В Новгородской земле, которая, как и Киев, не стала вотчиной какой-либо из княжеских ветвей рода Рюриковичей, в результате антикняжеского восстания был установлен республиканский строй — князь стал приглашаться и изгоняться вечем. Во Владимиро-Суздальской земле известен случай, когда боярство (Кучковичи) и младшая дружина физически устранили князя-«самовластца» Андрея Боголюбского, но в ходе борьбы за власть после его смерти старое ростово-суздальское боярство было разгромлено, и личная власть владимирских князей существенно усилилась. В южнорусских землях городские веча играли огромную роль в политической борьбе (хотя упоминания о вечах и во Владимиро-Суздальской земле встречаются вплоть до XIV века). В Галицкой земле имел место уникальный случай избрания князя из числа боярства.
Основным типом войска стало феодальное ополчение, началось расслоение княжеской дружины на полк как территориальное воинское соединение и княжеский двор. Для обороны города, городской округи и слобод использовалось городское ополчение. В Великом Новгороде княжеская дружина фактически была наёмной по отношению к республиканской власти, особый полк имел владыка, горожане составляли «тысячу» (ополчение во главе с тысяцким), также имелось и боярское ополчение, образованное из жителей «пятин» (пять зависимых от новгородских боярских семей районов Новгородской земли). Обычно походы проводились силами нескольких союзных княжеств. В летописях упоминаются численности порядка 10—20 тыс. человек.

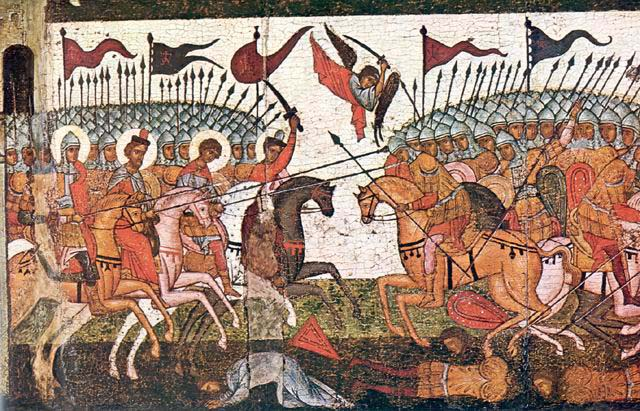
«Битва новгородцев и суздальцев в 1170 году», фрагмент иконы 1460 года

Единственным общерусским политическим органом оставался съезд князей, который решал в основном вопросы борьбы с половцами. Церковь также сохраняла своё относительное единство (исключая возникновение местных культов святых и почитания культа местных мощей) во главе с митрополитом и боролась с разного рода региональными «ересями» путём созыва соборов. Однако позиции церкви были ослаблены усилением племенных языческих верований в XII—XIII веках. Религиозная власть и «забожни» (репрессии) были ослаблены. Кандидатура архиепископа Великого Новгорода предлагалась новгородским вечем, также известны случаи изгнания владыки (архиепископа).
Название Русь сохранялось в этот период за землями в Среднем Поднепровье. Жители разных земель обычно называли себя по столичным городам княжеств: новгородцы, суздальцы, куряне и т. д. Вплоть до XIII века, по данным археологии, сохраняются племенные различия в материальной культуре, также не был единым и разговорный древнерусский язык, сохраняя регионально-племенные диалекты. После нашествия практически все русские земли вступили в новый виток раздробленности, и в XIV веке количество великих и удельных княжеств достигало примерно 250.

### Фольклор

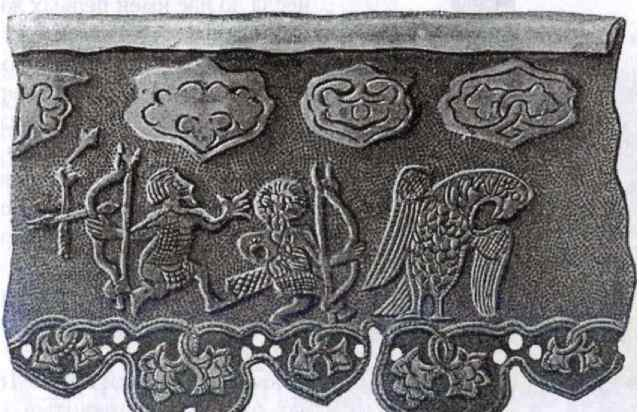
Фрагмент композиции на большом ритоне из Чёрной могилы, X век

## Право

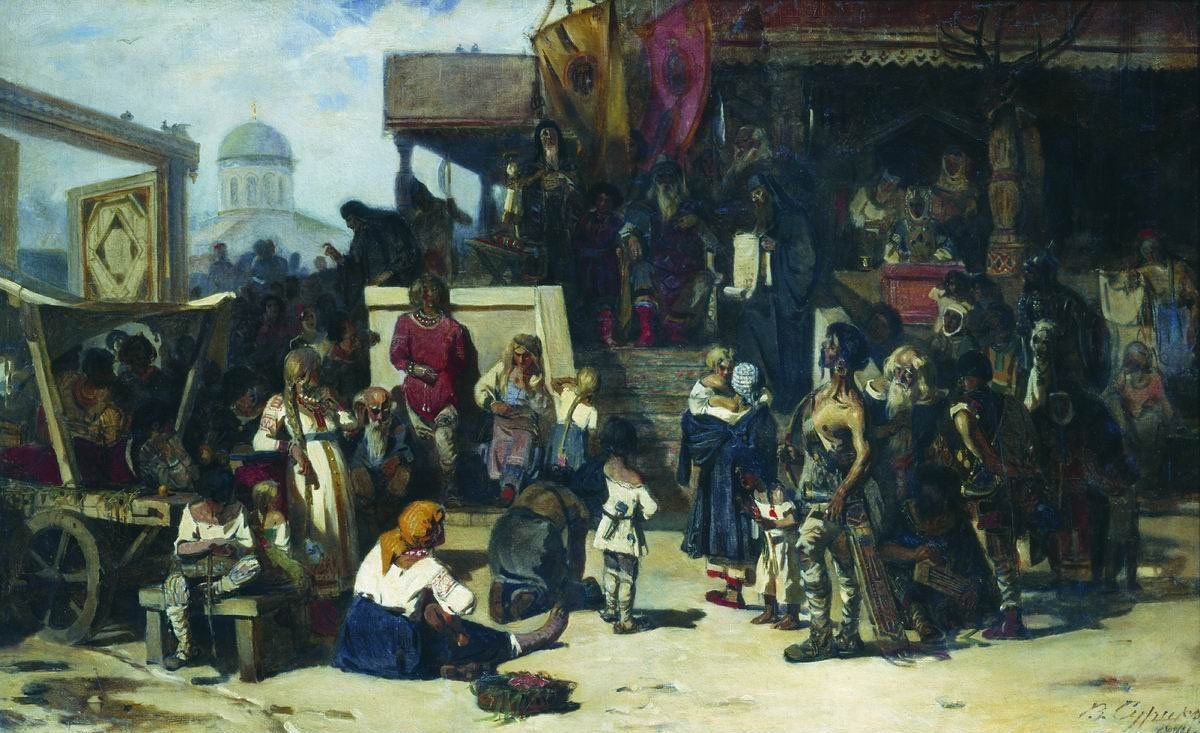
Василий Суриков, Княжий суд, 1874

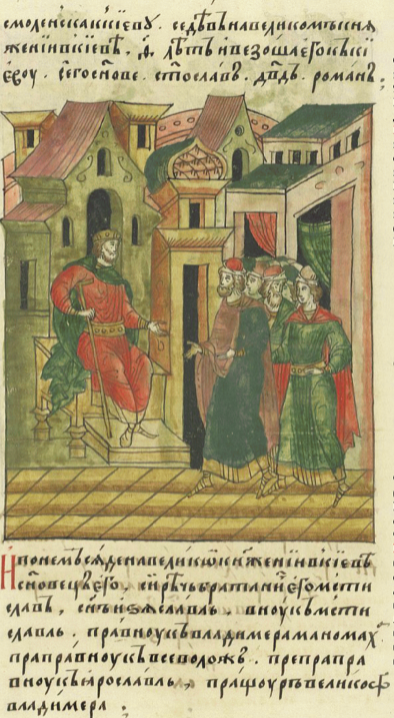
Мстислав II на Киевском столе, Лицевой летописный свод XVI века

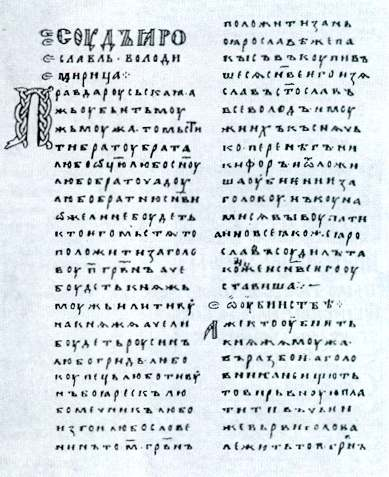
Начало Пространной редакции Русской Правды

## Население

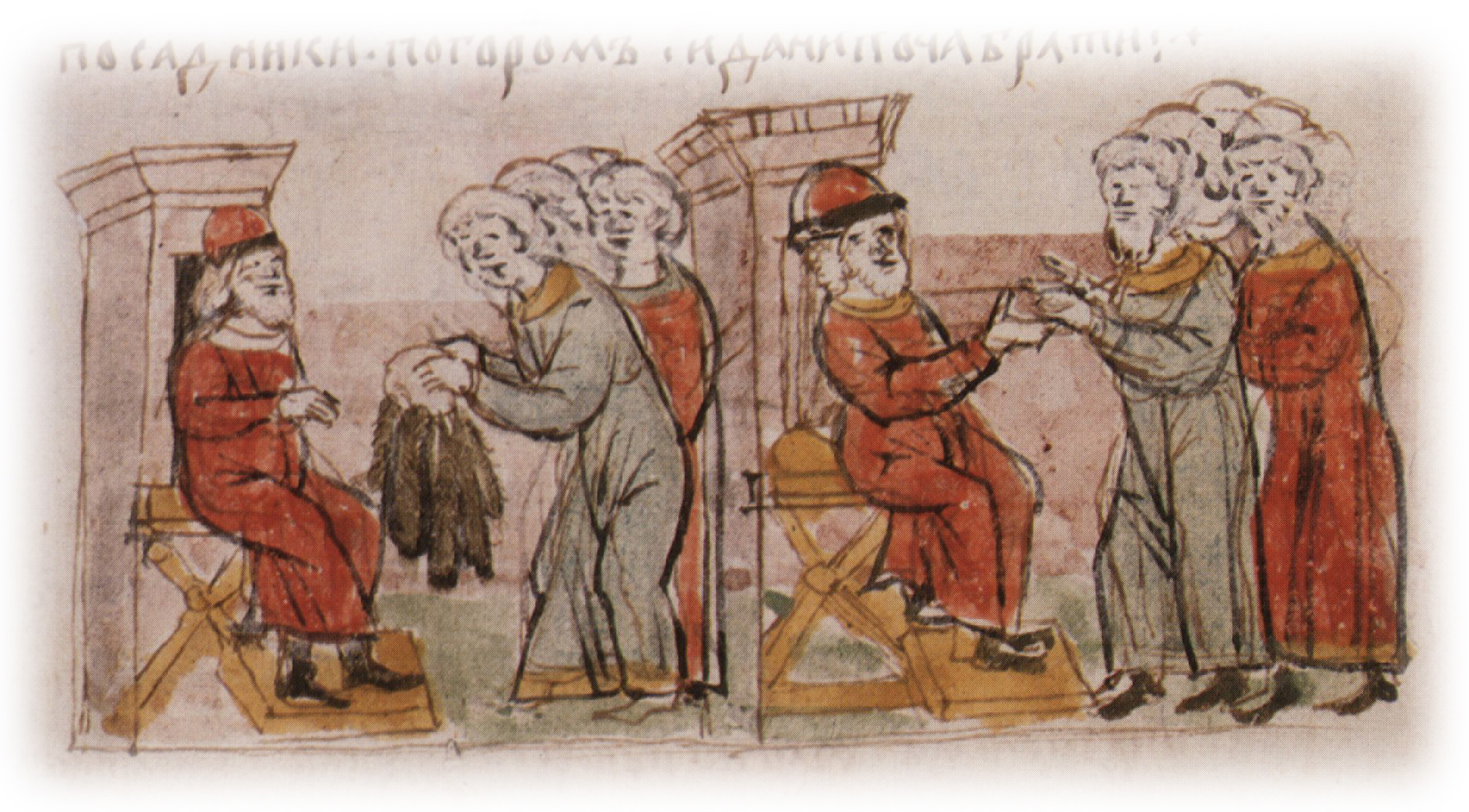
Принесение Олегу Гориславичу дани с захваченных городов Муромской и Ростовской земель

На основании Русской Правды историки выделяют несколько групп населения Древней Руси. Знать в Древней Руси состояла из выдающихся людей славянских племён и родов, а затем её основную часть составили представители династии Рюриковичей. Их сопровождали дружины, из которых позднее сформировалось боярство. Дружина делилась на старшую и младшую. К числу зажиточных людей относились купцы, некоторые ремесленники, а также владельцы крупных земельных участков.
Основное население Руси составляли свободные крестьяне, называемые «людинами». С течением времени всё больше людей становилось смердами — другой группой населения Руси, в которую входили зависимые от князя крестьяне. Смерды были лично свободны, но подчинялись специальной юрисдикции князя. Смерд, как и обычный человек, в результате пленения, долгов и т. д. мог стать челядином (более позднее название — холоп). Холопы по сути своей являлись рабами и были полностью бесправными. В XII веке появились закупы — неполные рабы, которые могли выкупить себя из рабства. Считается, что рабов-холопов на Руси было всё же не так много, однако вполне вероятно, что работорговля процветала в отношениях с Византией. Русская Правда выделяет также рядовичей и изгоев. Первые находились на уровне холопа, а вторые — в состоянии неопределённости (получившие свободу холопы, изгнанные из общины людины и т. д.), однако находились под защитой церкви.
Численность населения Древней Руси неизвестна. Согласно оценкам историка Г. В. Вернадского, общая численность населения составляла 7,5 миллиона человек, из которых 1 миллион проживал в городах.
Население концентрировалось в основном в столицах княжеств, либо в центрах вассальных княжеств. Ещё одну группу крупных городов составляли города-большие пограничные крепости. Накануне монгольского нашествия (1237—1241 годы) из 340 русских городов 242 города относились к пяти княжествам — Киевскому, Черниговскому, Владимиро-Волынскому, Галичскому, Переяславскому (Южному). Остальные 14 княжеств включали всего 98 городов. Таким образом, основная часть населения Руси проживала на юге.
Историк В. А. Кучкин оценивает численность населения русских городов, исходя из средней площади дворов, известной по данным археологии (400 м²), и средней численности семьи, предполагаемой на основании письменных источников (4,4 человека), площади городов и их количества (для не обследованных археологически городов принята площадь в 2,5 га, средний показатель размеров городищ). Всего в русских городах первой трети XIII века, согласно этой оценке, проживало около 300 тыс. человек. Если для Руси верно соотношение, выводимое для стран Западной Европы, в отношении которых городское население оценивается в 2 % от общей численности населения, численность населения русских княжеств в первой трети XIII века составляла примерно 15 млн человек. Однако в случае, если процент городского населения был выше, чем в западноевропейских странах, общая численность населения была значительно ниже: при 3 % городского населения — 10 млн человек, при 4 % — 7,5 млн человек, при 5 % — 6 млн человек.
В отношении этнического состава государства преобладающей является точка зрения о полиэтничности населения, однако, как отмечает П. П. Толочко, неславянский компонент составлял лишь незначительную долю населения и быстро ассимилировался. А. А. Горский считает, что говорить о полиэтническом характере государства можно только с существенными оговорками. Существовали постепенно ассимилируемые славянами анклавы финского и балтского населения, но включения в состав Киевской Руси крупных территорий с неславянским населением, сохранявшим и в дальнейшем свои язык, веру и общественную структуру, не происходило.

## Язык

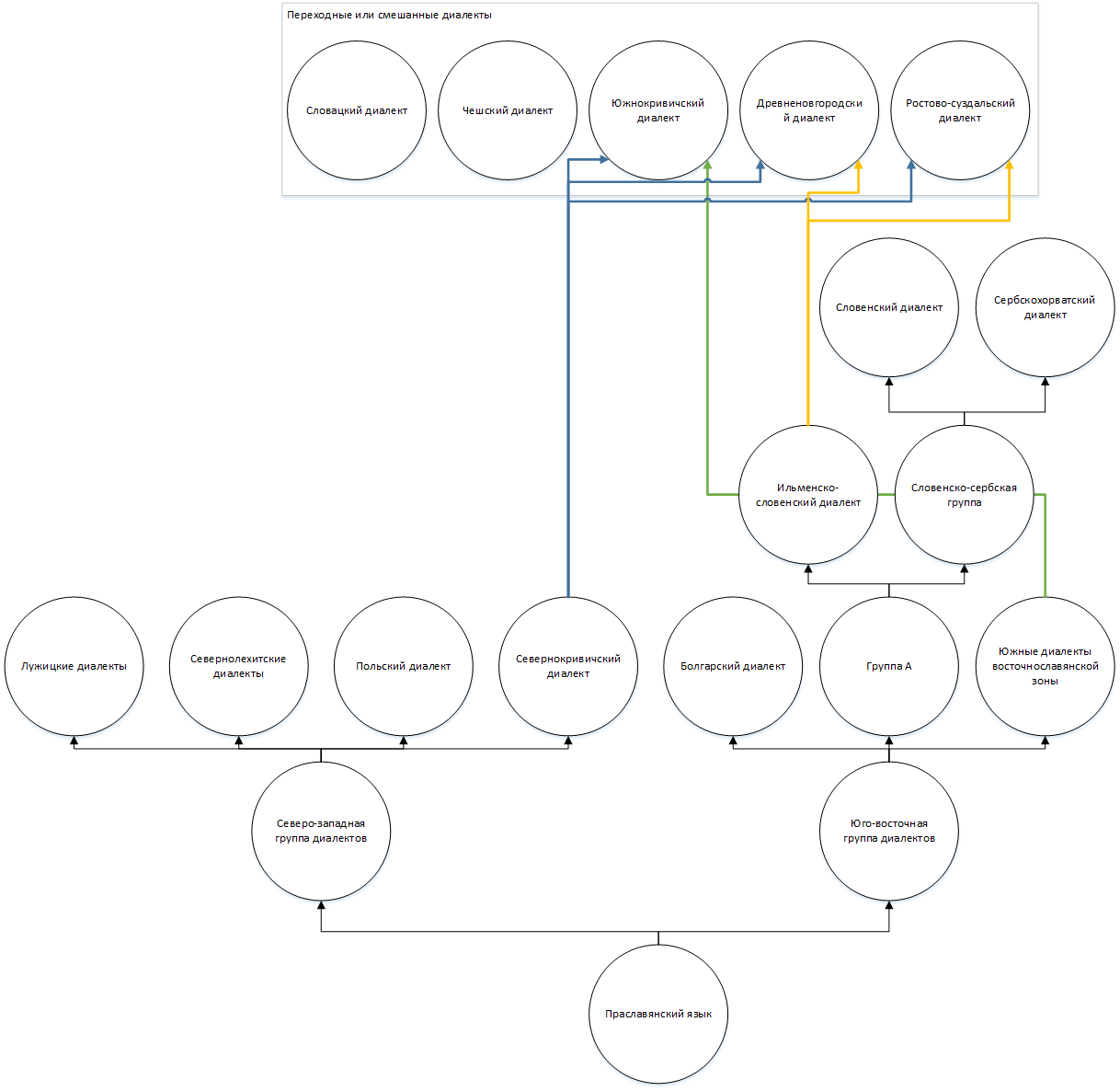
Диалекты славянских языков по А. А. Зализняку

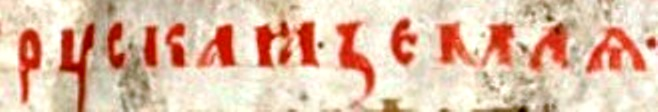
«Русская земля» («„рускаꙗ ꙁємлѧ“») из первых строк «Повести временных лет», список Лаврентьевской летописи, 1377

Общий для Руси древнерусский язык восходит к праславянскому языку. А. А. Зализняк пишет, что по данным берестяных грамот только псковско-новгородские говоры отличались от остальных, сильно отличаясь от всех славянских языков того времени, которые были на тот момент ещё взаимопонимаемы. Официальная наддиалектная форма древнерусского языка сформировалась, возможно, на основе южного диалекта. В начале письменной эпохи диалекты древнерусского языка претерпевали сходную эволюцию, что свидетельствует об их совместном развитии. Таким образом, древнерусский язык представлял собой относительно единый идиом, в котором происходили общие языковые изменения.
В процессе переводов греческих церковных книг Кириллом, Мефодием и их учениками во второй половине IX века на болгаро-македонской основе был создан старославянский язык (в оригинале назывался «словѣньскъ ѩзыкъ»), ставший общеславянским литературным языком. Этот язык применительно к периоду после конца X века называют церковнославянским языком. В конце XI—XII веков вместе со старославянскими книгами старославянский (церковнославянский) язык был заимствован на Руси. С самого раннего периода своего существования на Руси этот язык адаптировался к живой русской речи. Под её влиянием одни специфические южнославянизмы были вытеснены из книжной нормы русизмами, другие стали допустимыми вариантами в её пределах. В результате, к концу XI века сложился древнерусский извод церковнославянского языка.
Существуют различные мнения учёных о языковой ситуации Древней Руси. Одни исследователи характеризуют её как двуязычие, при котором разговорным и деловым языком был древнерусский, а литературным — церковнославянский (А. А. Шахматов). Другие утверждают самобытность литературного языка Древней Руси, глубину его народной русской речевой основы и, соответственно, незначительность и поверхностность церковнославянского влияния (С. П. Обнорский). Получила известность также компромиссная теория, в соответствии с которой в Древней Руси существовало два книжных языка: церковнославянский и древнерусский (Д. С. Лихачёв). Согласно новейшей теорией диглоссии (Г. Хюттль-Фольтер, А. В. Исаченко, Б. А. Успенский), напротив, церковнославянский и древнерусский языки почти не пересекались и воспринимались как две разные сферы одного языка. Древнерусский и его диалекты (включая древненовгородский диалект берестяных грамот) выполняли роль разговорного языка, языка делового и бытового общения (большинство грамот, включая берестяные, надписи, в том числе граффити). В таких памятниках часто встречаются диалектные особенности и весьма редко — церковнославянизмы. Наддиалектная форма древнерусского языка была языком официальных документов (грамоты, Русская Правда, княжеские уставы). Церковнославянский язык стал книжно-литературным языком Древней Руси (в основном рукописные книги). Он включил многие русизмы, как общие для всех древнерусских диалектов, так и диалектно ограниченные. Эти особенности проявляются в разной степени: в религиозных текстах — лишь в качестве вкраплений, в оригинальных светских текстах (особенно в летописях) — значительно.
В результате различных языковых изменений, а также под влиянием экстралингвистических факторов (распад Древнерусского государства, монгольские завоевания, присоединение южных и западных русских земель к Великому княжеству Литовскому и Польше) древнерусский язык перестал существовать, распавшись на три основные языковые области — великорусскую, украинскую и белорусскую, развивавшиеся отдельно с XIV—XV веков. А. А. Зализняк критикует эту популярную теорию «расхождения» («расщепления», дивергенции) трёх языков. По его мнению, современный русский язык образовался в результате «схождения» (конвергенции) южно-древнерусских и псковско-новгородских говоров, а украинский и белорусский языки сформировались в результате развития южно-древнерусских говоров.

## Города и крепости

### Столицы
В «Повести временных лет» говорится, что Олег в 882 году убил правящих в Киеве Аскольда и Дира, захватил Киев, где стал княжить, сказав: «Се буди мати городом русьским» — Киев будет «матерью городов русских». Фраза получила широкую известность в качестве поэтического обозначения Киева. Традиционно она рассматривается как установление в Киеве столицы объединённых Олегом северных новгородских и южных киевских восточнославянских земель. В действительности фразу Олег не произносил — она вложена в его уста автором «Повести временных лет». В первую очередь во фразе подразумевается не политический, а сакральный смысл: уподобление Киева Константинополю и Иерусалиму. Сакральная роль Киева способствовала сохранению за ним статуса «общерусской» столицы в период раздробленности. Политическое положение Киева в более раннее время является дискуссионным. Представление о связи между обладанием киевским столом и правами верховной власти среди Рюриковичей сложилось не сразу. В частности, как отмечает Д. М. Котышев, в древнерусской литературе представление о старейшинстве Киева впервые фиксируется только в 1080-е — 1090-е годы.
Новгород после переноса столицы сохранил роль второго по значимости центра страны. В нём обычно правил старший сын великого князя киевского. Новгородские книжники проводили мысль о первенстве своей земли — «Преже Новгородчкая волость и потом Кыевская». В древнерусской литературе между киевской и новгородской традициями наблюдалось своеобразное соперничество, и они взаимно признавали высокую престижность друг друга. В картине Восточной Европы средневековых скандинавов как столица Руси предстаёт Новгород.
В период раздробленности Новгород, как и Киев, сохранил бездинастический «общерусский» статус, хотя конкретные причины и содержание этого процесса были другими.

### Города

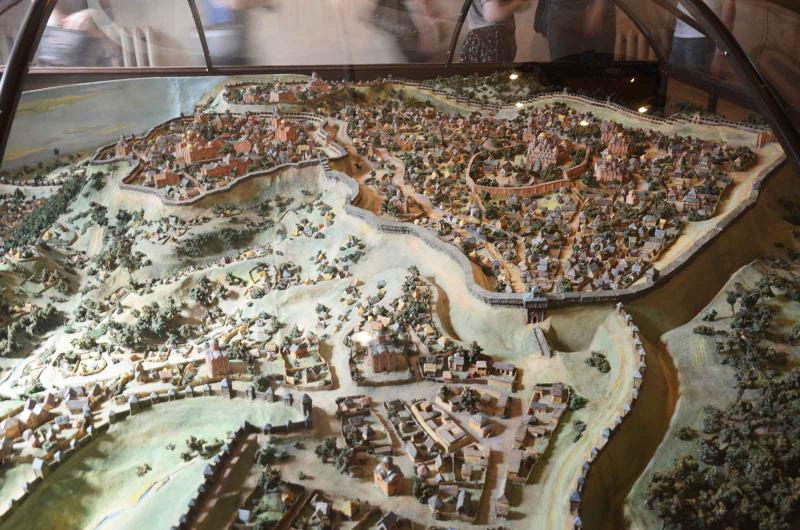
Макет Киева XI века. Вид с северо-запада

На протяжении веков число городов, упоминаемых в летописях и, других источниках, неуклонно росло. В IX—X веках упоминаются 25 городов, в XI веке — ещё 64, в XII веке — ещё 135 и в XIII веке к ним добавляются ещё 47 городов. Всего ко времени монгольского нашествия Киевская Русь насчитывала до 300 городов или в среднем по 20—25 на княжество. Историк В. А. Кучкин отмечает, что к этому периоду по письменным источникам известно 340 городов. Помимо них существовали безымянные укреплённые поселения, порой довольно крупные. Всего их насчитывалось более тысячи. Соотношение городов и таких поселений в различных областях составляло от 1:3 до 1:7. При этом, эти укрепления в летописях не считались городами. Вероятно, летописцы относили их к погостам или слободам.
По мнению историка Даркевича, в домонгольской Руси можно выделить три периода градообразования: середина X — первая половина XI века; вторая половина XI — середина XII века; вторая половина XII — до 1237—1240 годов. В первый период идёт массовое строительство городов по Днепру и Волхову. На второй период приходится начало феодальной раздробленности на Руси — в это время возрастает роль малых и периферийных городов. Третий период характеризуется максимальным развитием древнерусского города и его культуры.

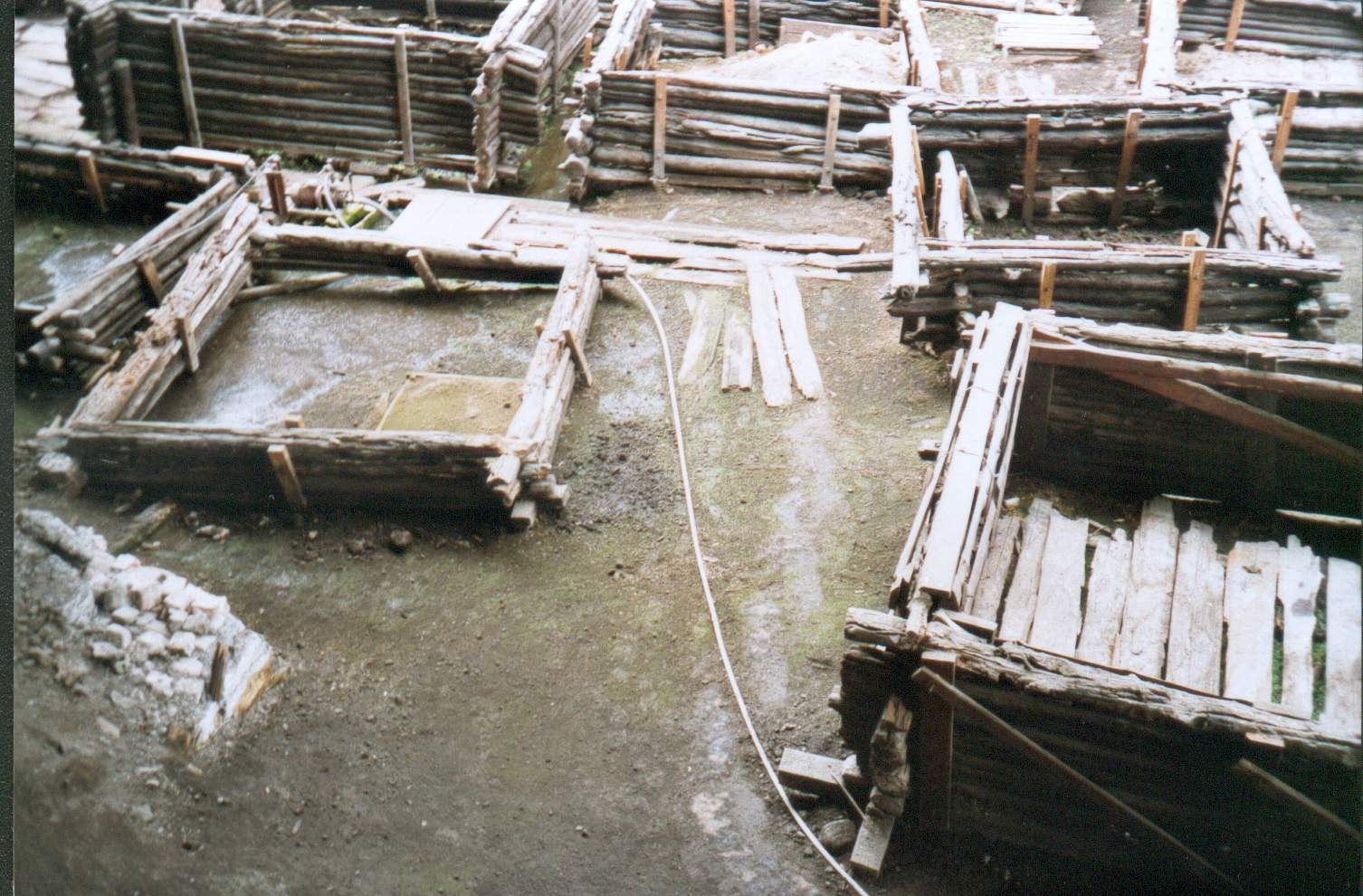
Раскопки зданий XIII века в историко-археологическом музее «Берестье»

Крупные города имели сложные оборонительные системы. Отдельно защищался детинец — центр города. К нему, как правило, примыкали один-два укреплённых окольных города. Укрепления покрывали значительную территорию в несколько десятков гектар, в случае опасности за ними могло укрыться не только население города, но и его окрестностей. Каждый такой город был и княжеской резиденцией со своим княжеским двором (до 2000 м2). В то же время, в ряде городов, таких как Новгород, Киев, Рязань и Смоленск, существовали и дворы обычных горожан (до 600 м2). Наличие дворов в значительной степени сказалось на городской планировке. Как правило, одна-две улицы проходили вдоль рек и пересекались малыми улочками и переулками. Ещё одной характерной чертой русского города XI—XIII веков было обязательное наличие церкви или храма. В древнерусских городах насчитывалось от двух-трёх, до нескольких десятков церквей. Монастыри могли располагаться и вне города. К городским укреплениям примыкали неукреплённые посады. Общая площадь крупного древнерусского города нередко превышала 100 га.
Академик Б. А. Рыбаков выделял следующие функции города в Древнерусском государстве: военная, экономическая, административная, идеологическая и культурная. По его мнению, с социальной точки зрения древнерусский город был местом концентрации феодальной знати. Схожие функции выделял В. П. Даркевич.

### Крепости и укрепления

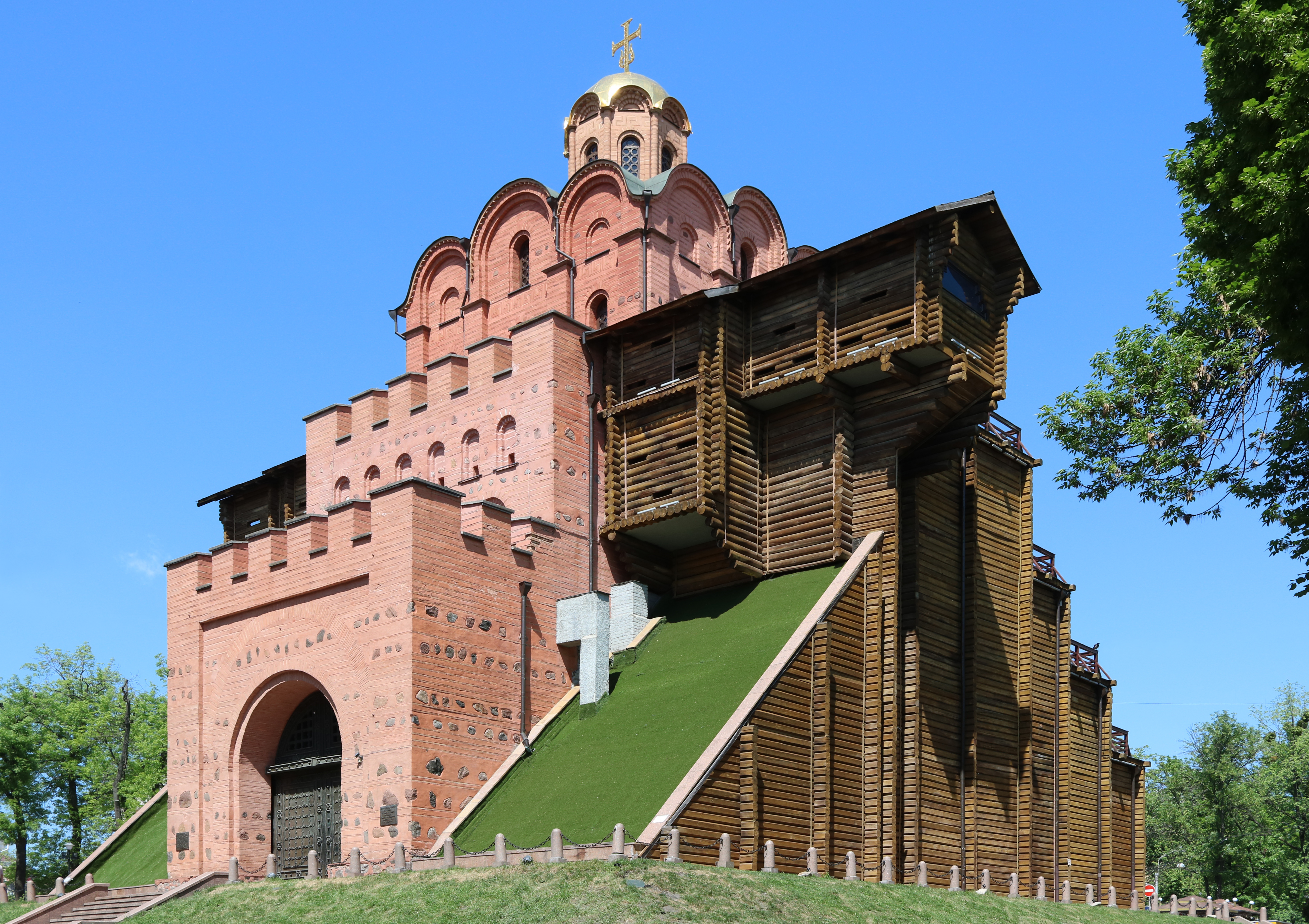
Реконструкция Золотых ворот в Киеве

В истории Древней Руси укрепления играли огромную роль. Они постоянно менялись и совершенствовались в зависимости от исторической обстановки и характера вражеских нападений. Значительное влияние на архитектуру оборонительных сооружений оказывали развитие военной тактики и осадных средств. С развитием экономики и производительности на Руси росло число укреплений. Их возведением занимались те же мастера, которые создавали как здания, ставшие памятниками культуры, так и обычные жилые постройки.
Большинство укреплений и крепостей в Киевской Руси были деревянными. По мнению историка Тихомирова, в условиях отсутствия огнестрельного оружия и слабого применения осадных орудий, такая защита была вполне достаточной. Для русских укреплений того времени характеры такие части как ров, городские стены, забрала и насыпной вал. Крепости, как правило, строились на естественном возвышении, чаще всего на мысу при впадении одной реки в другую. Такое положение послужило причиной, по которой во многих славянских землях городские укрепления и крепости именовались «вышгородами». Иногда оборонительные сооружения строили у крутых и обрывистых оврагов, делавшими их недоступными с разных сторон. В лесистых и болотистых местностях Северной Руси крепости располагались на невысоких холмах. В качестве прикрытий для них использовались топкие низины и болота. Для таких крепостей типичен высокий вал, как например в Дмитрове.

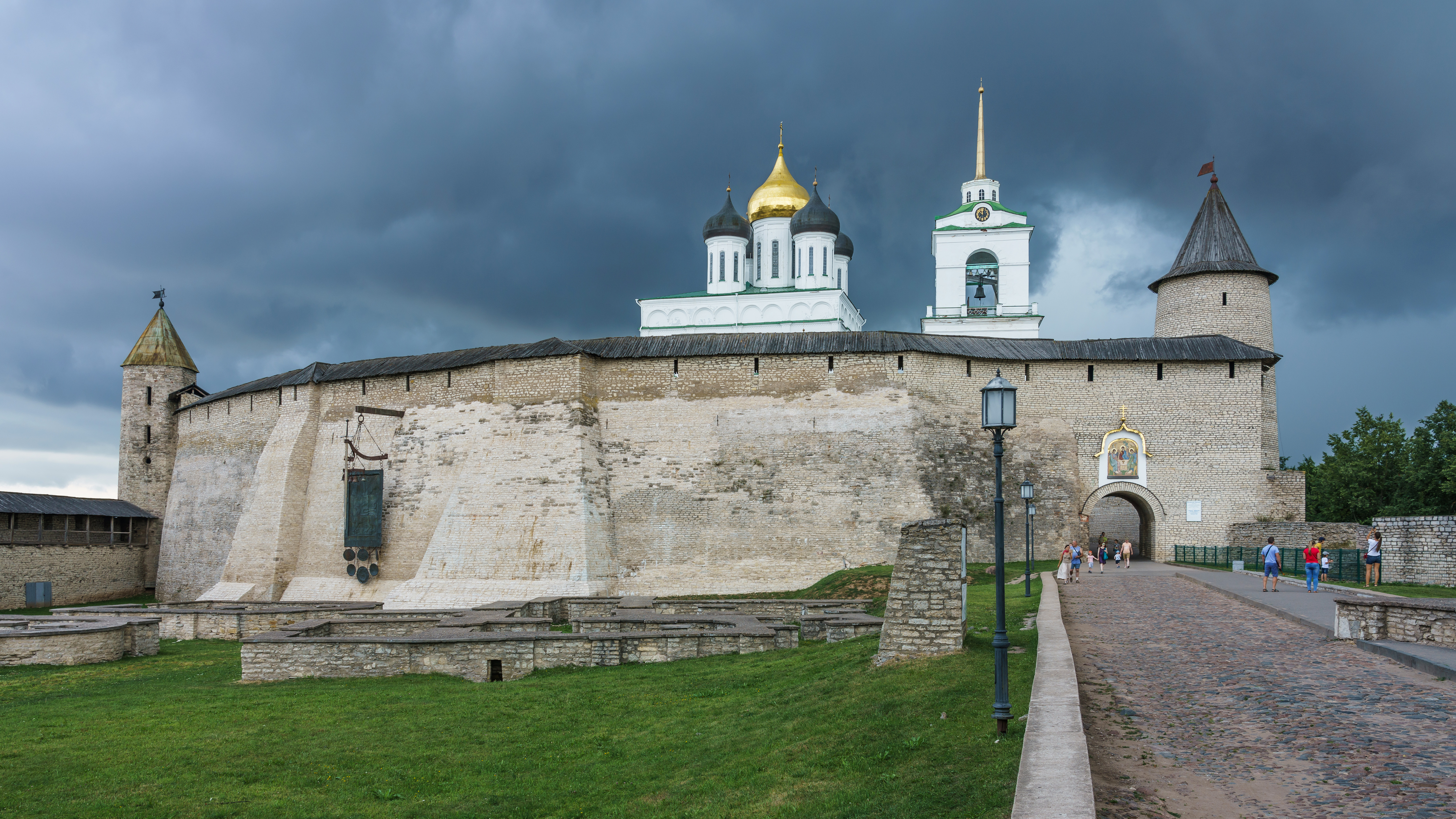
Псковский Кром (Кремль)

Основным видом городских укреплений были городские стены. Они устанавливались на валах и состояли из городниц — деревянных срубов, наполненных землёй. В некоторых крепостях срубы оставляли пустыми, приспосабливая под для жилья и хозяйственных нужд. На верху стен имелась широкая площадка, внешнюю сторону которой прикрывали «забрала» или «заборола». В них были устроены щели для стрельбы по противнику — «скважни». Стены укреплялись «вежами» — башнями, иногда на каменном фундаменте. Также в стенах располагались ворота, количество которых зависело от размера крепости или города. При этом термин «отворити ворота» означал сдачу города. В столицах княжеств присутствовало стремление к обозначению больших парадных ворот, как например Золотые ворота в Киеве или Владимире, бывшие монументальными постройками башенного характера. В угрожаемых местах крепостные стены дополнялись рвом, мосты через который строили на столбах.
Крупные города и крепости состояли из внутренней крепости, детинца и внешних укреплений. По мере разрастания города за крепостные стены создавались новые стены, образующие новый пояс укреплений, именуемых острогом. Поддержка и обновление городских стен были важной частью жизни древнерусского города. Этим заведовал специально назначаемый человек — «городник», а население платило пошлину — «городное».

## Войско

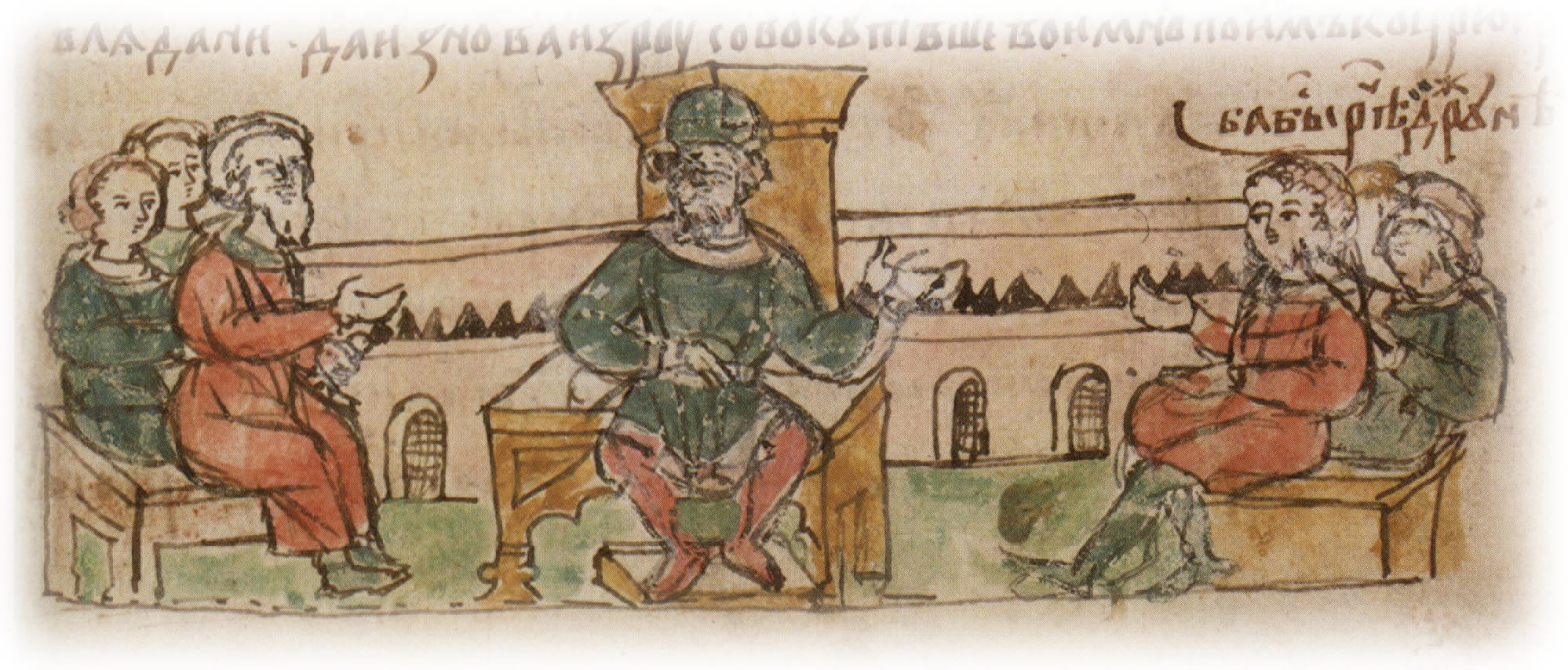
Совет Святослава с дружиной. Миниатюра из Радзивилловской летописи, конец XV века

Древнерусское войско состояло из двух основных частей: дружины и ополчения — в IX—X веках племенного, затем городского.
Дружина в IX—X веках была наёмной.

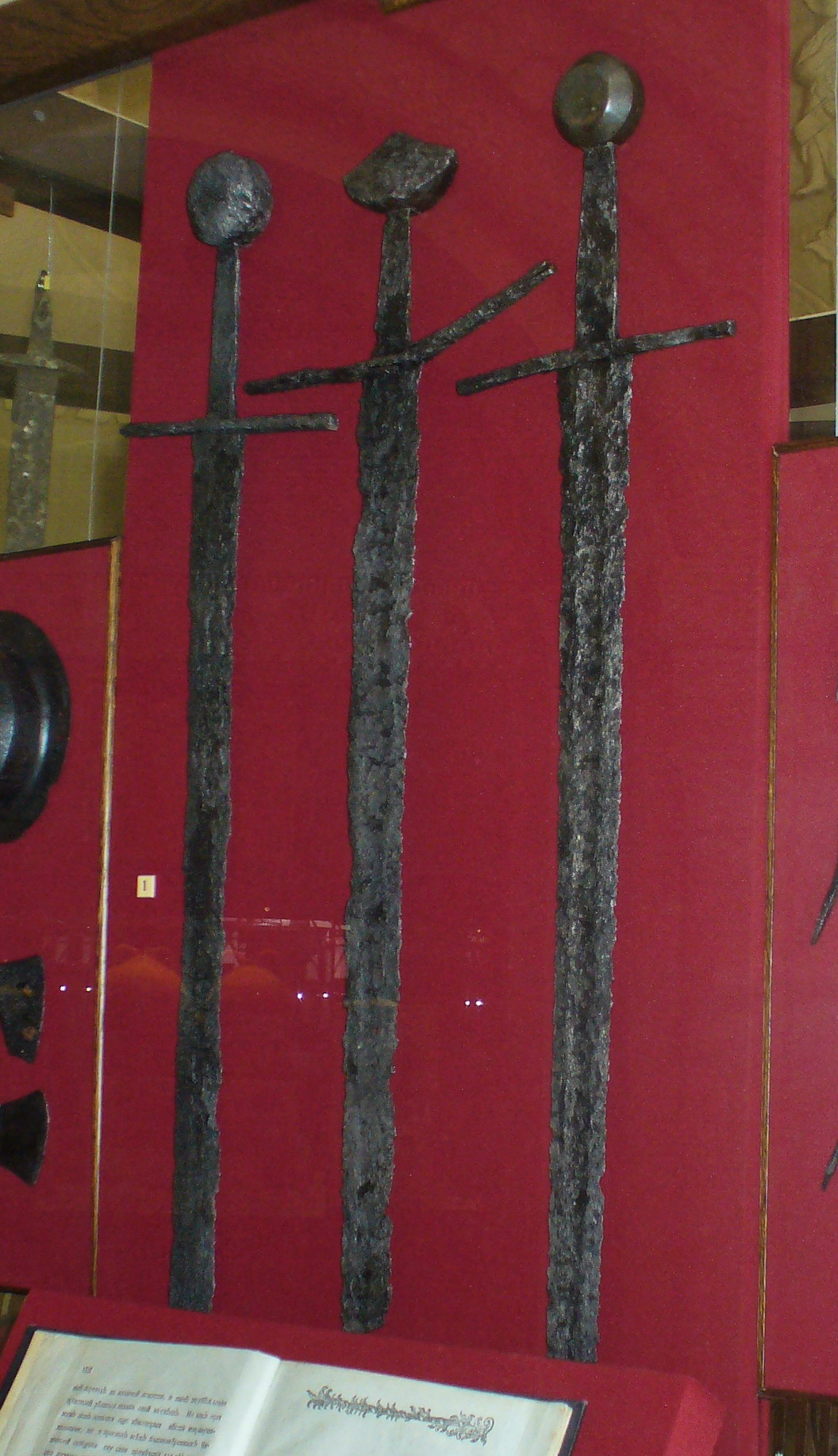
Мечи XII—XIII веков, Владимирская область

Значительную её часть составляли пришлые варяги. Также её пополняли выходцы из прибалтийских земель и местных племён. Размеры ежегодной оплаты наёмника оцениваются историками по-разному. Жалование выплачивалось серебром, золотом и мехами. Обычно воин получал около 8—9 киевских гривен (более 200 серебряных дирхемов) в год, однако к началу XI века плата рядовому воину составляла лишь одну северную гривну. Кроме того, дружина кормилась за счёт князя. Изначально это выражалось в форме столования, а затем превратилось в одну из форм натуральных налогов — «кормление», содержание дружины податным населением во время полюдья и за счёт средств от сбыта его результатов на международном рынке. Дружина служила ударным ядром войска и зачастую от её действий зависел исход боя.

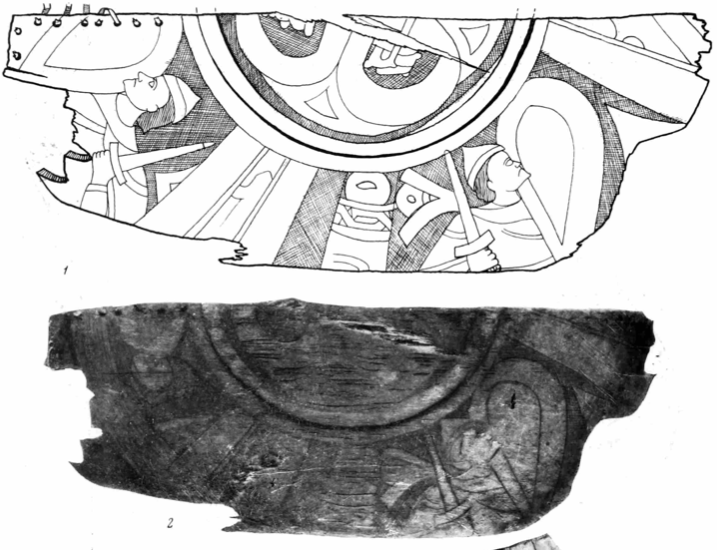
Изображение дружинников на чаше, Новгород, вторая половина XIII века

Русские летописи не содержат точных цифр общей численности войск русских княжеств. По мнению историка С. М. Соловьёва, северные княжества в случае опасности могли выставить до 50 тысяч воинов, такое же количество могли выставить южные княжества. Советский военный историк Строков А. А. писал, что «при исключительной опасности Русь могла выставить и более 100 тысяч человек».
На военной организации русских княжеств отрицательно сказывалась феодальная раздробленность. Дружины князей и городов были разбросаны по огромной территории и слабо связаны друг с другом, концентрация значительных сил была связана с трудностями. Тем не менее княжеские дружины использовали качественное вооружение, разнообразные тактические приёмы и развитый боевой строй. Вооружение русских дружинников, как наступательное, так и оборонительное, славилось далеко за пределами Руси. Массово применялись тяжёлые доспехи. Однако дружины, как правило, не превышали численности в несколько сотен человек и были мало пригодны к действиям под единым командованием и по единому плану.
В то же время основной частью древнерусского войска было ополчение. Оно использовало более простое вооружение, нежели дружины. Уровень подготовки ополченцев также был на порядок ниже. Ополчением использовались топоры, рогатины, реже — копья. Мечи использовались редко.

## Экономика

### Денежная система

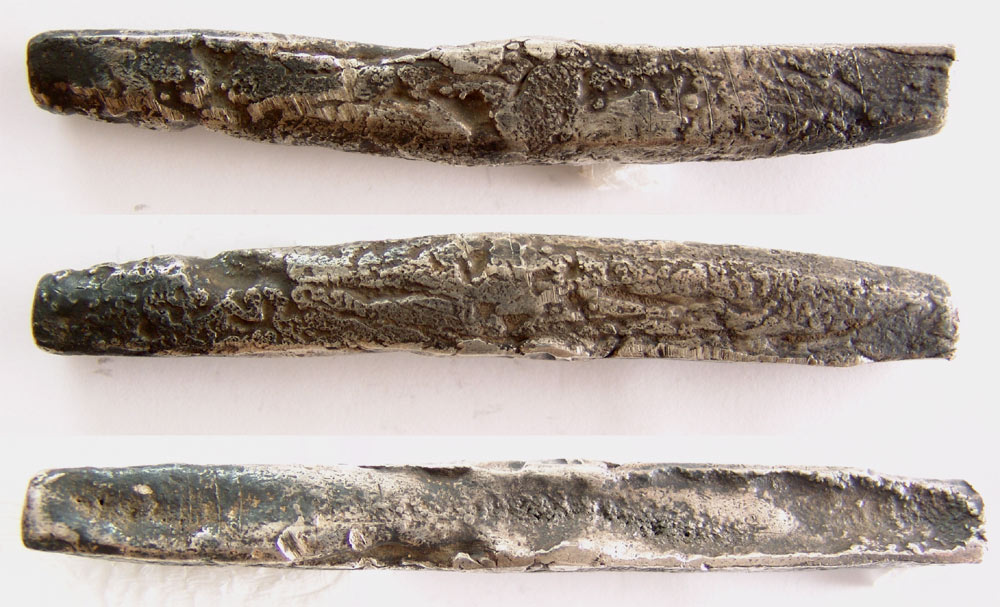
Северная древнерусская гривна из селища в районе Копорья

Становление денежного обращения на славянских землях Восточной Европы происходит на рубеже VIII—IX веков, когда началась активная торговля Северной и Восточной Европы со странами Халифата. Восточноевропейские страны, лишённые крупных рудных запасов монетного металла активно импортировали серебро. В первой трети IX века в Древней Руси получили распространение монеты, которые чеканили в африканских центрах Халифата и которые попадали на Русь кавказским и среднеазиатским торговыми путями. С 830-х годов распространение получают дирхемы азиатской чеканки.
Во второй половине X века появились две территориальные русские системы, определившиеся на фоне разного тяготения северного и южного регионов к международным рынкам. Главным средством обращения Южной Руси (Киев, Чернигов, Смоленск и т. д.) стали вырезки из дирхемов весом 1,63 грамма, составляющие 1/200 византийской литры. Аналогичные вырезки использовались на землях Северной Руси, однако их вес был 1,04 грамма или 1/200 серебряной гривны. Важным памятником этой системы являются сферические весовые гирьки, употреблявшиеся в северных областях Руси для взвешивания серебряных монет. После угасания притока восточных монет на Русь из-за ослабления Халифата их заменили товаро-деньги. На рубеже X—XI веков во времена Владимира Красное Солнышко и Святополка была предпринята попытка чеканки собственных монет. Однако вскоре она была прекращена из-за отсутствия сырьевой базы.
В северных областях на замену дирхемам пришли западноевропейские денарии германской, английской и скандинавской чеканки. Они имели хождение до начала XII века.

### Сельское хозяйство
Сельское хозяйство Древней Руси составляло одну из основ её экономики. Ряд историков рассматривал его в качестве господствующей отрасли древнерусского хозяйства. Особую роль в сельском хозяйстве играли княжеские и боярские земли.
К моменту образования Древнерусского государства продажа зерна не играла значительной роли во внешней торговле. Большую часть товарооборота составляли продукты охоты и лесных промыслов: пушнина, воск и мёд. Хлеб стал «богатством», то есть предметом торгового обмена, значительно позднее. Однако, по данным письменных источников, земледелие было основным занятием древнерусского сельского населения. Так, согласно «Повести временных лет», вятичи, платили дань хазарам по одной монете с сохи, следовательно, соха была их главным средством к существованию.
Косвенно о важной роли земледелия свидетельствует и религия. Известные факты относительно дохристианской религии славян говорят преимущественно о земледельческом культе. Ранняя история христианства на Руси подтверждает земледельческий характер хозяйства славян IX—X веков. Народное христианство Руси почти не несло на себе никаких существенных признаков тотемизма. Христианские понятия и представления заменили собой элементы именно земледельческого культа: весна отождествилась с Богородицей, приезжающей на Благовещение на сохе, святые Илья, Егорий и Никола превратились в покровителей сельскохозяйственных работ. О земледелии как о хозяйственной основе жизни древнерусского общества говорит и славянский календарь.
Различие природных зон оказало влияние на агротехнические методы и привело к заметной разнице между севером и югом страны в сфере земледелия. Степная зона с богатыми чернозёмами была открыта для возделывания. В лесной зоне для того, чтобы получить участок пашни, необходимо было сначала выкорчевать лес. В переходной лесостепной зоне возможно было использовать свободные от деревьев участки земли ещё до вырубки окружающего их леса. По данным археологии и сведениям письменных источников уже с IX—X веков пашенное земледелие занимает ведущую роль даже в центральных частях территории, заселённой восточными славянами, а основными земледельческими орудиями становятся соха и плуг. В Среднем и Южном Поднепровье пашенная система земледелия существовала и раньше. Так, уже ранние письменные источники различают озимую и яровую культуры, что говорит об устойчивом пашенном земледелии, о двухпольной, а, возможно, и трёхпольной системе. При этом предшествовавшие архаические формы земледелия, в первую очередь подсечно-огневое, продолжали применяться в некоторых регионах на протяжении многих последующих веков.
Период до IX века, предшествовавший образованию Древнерусского государства, характеризуется широким распространением в районах северо-запада и запада пшеницы мягкой, ячменя и проса. Возделывались кормовые бобы, горох, лён, конопля. Появляется рожь, первоначально яровая. В конце данного периода появляется рожь озимой формы. Археологические материалы X — первой половины XIII века характеризуются прежним составом культур и расширением количества посевов озимой ржи. Главные культуры предыдущего периода (пшеница и ячмень) оттесняются на второе-третье места. Чаще появляется ещё одна новая культура — овёс. На юге в качестве основных культур выращивались полба, пшеница. При трёхпольной системе на отдельных полях возделывались волокнистые, пригодные для ткачества (лён и конопля), бобовые (горох и чечевица) и репа.

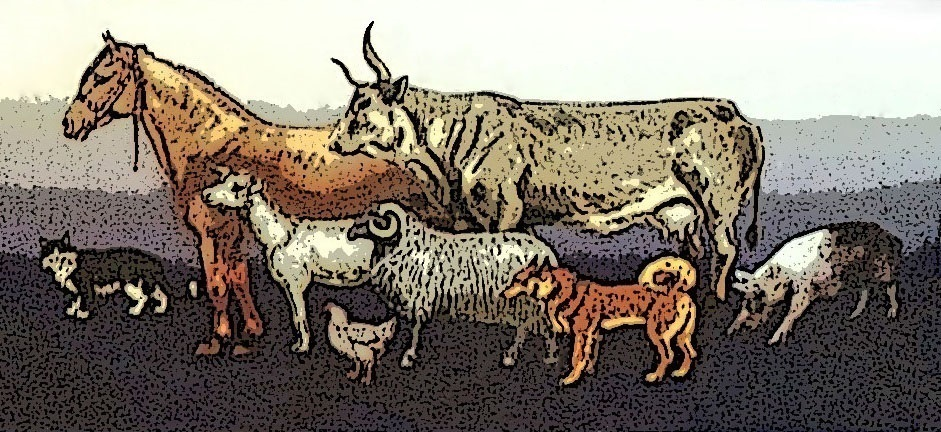
Домашние животные Древней Руси

Материальные находки включают костные остатки лошадей, коров, овец, свиней, коз, собак и др. Важную отрасль хозяйства составляло разведение лошадей и крупного рогатого скота. Князья уделяли большое внимание разведению лошадей, в числе прочего в связи с военными нуждами. В княжеских имениях содержались многочисленные табуны.
Количественные соотношения между костными остатками диких и домашних животных говорят о том, что одной из важнейших отраслей хозяйства была охота Существенной отраслью хозяйства также являлось бортничество. Воск и мёд пользовались большим спросом как внутри страны, так и за её пределами.
Русская Правда устанавливала штрафы за распахивание земель вне установленных границ. Поместья могли принадлежать князьям, боярам, церкви и другим лицам. Управляющие княжескими и боярскими поместьями назывались тиуны, княжескими поместьями — также огнищане (огнищные тиуны). Отдельная часть поместья называлась село (соответствовала вилле в Империи Каролингов) и управлялась сельским старостой. Княжеские земли обрабатывались холопами и зависимыми работниками — закупами, а также наёмными работниками — рядовичами и вольноотпущенниками — изгоями.

### Ремёсла

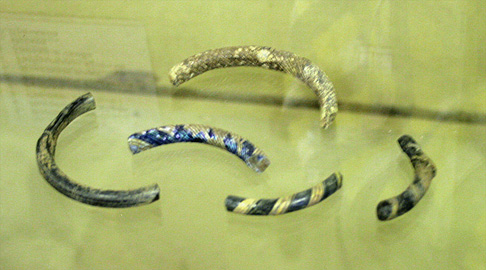
Фрагменты стеклянных браслетов, Крапивенское городище. X—XIII века. Из фондов Шебекинского историко-художественном музея

С развитием феодального строя часть общинных ремесленников переходила в зависимость от феодалов, некоторые покидали сельскую местность и уходили в города и крепости, где создавались ремесленные посады. В них к XII веку насчитывалось свыше 60 ремесленных специальностей. Часть ремёсел основывалась на металлургическом производстве, о высоком уровне развития которого свидетельствует применение ремесленниками сварки, литья, ковки металла, наварки и закалки стали.
Древнерусские ремесленники производили более 150 видов железных и стальных изделий. Эта продукция играла важную роль в развитии товарных связей городов с сельской местностью. Древнерусские ювелиры владели искусством чеканки цветных металлов. В ремесленных мастерских изготовлялись орудия труда (лемехи, топоры, зубила, клещи и т. д.), оружие (щиты, кольчужная броня, копья, шеломы, мечи и др.), предметы быта (ключи и т. п.), украшения — золотые, серебряные, бронзовые, медные.

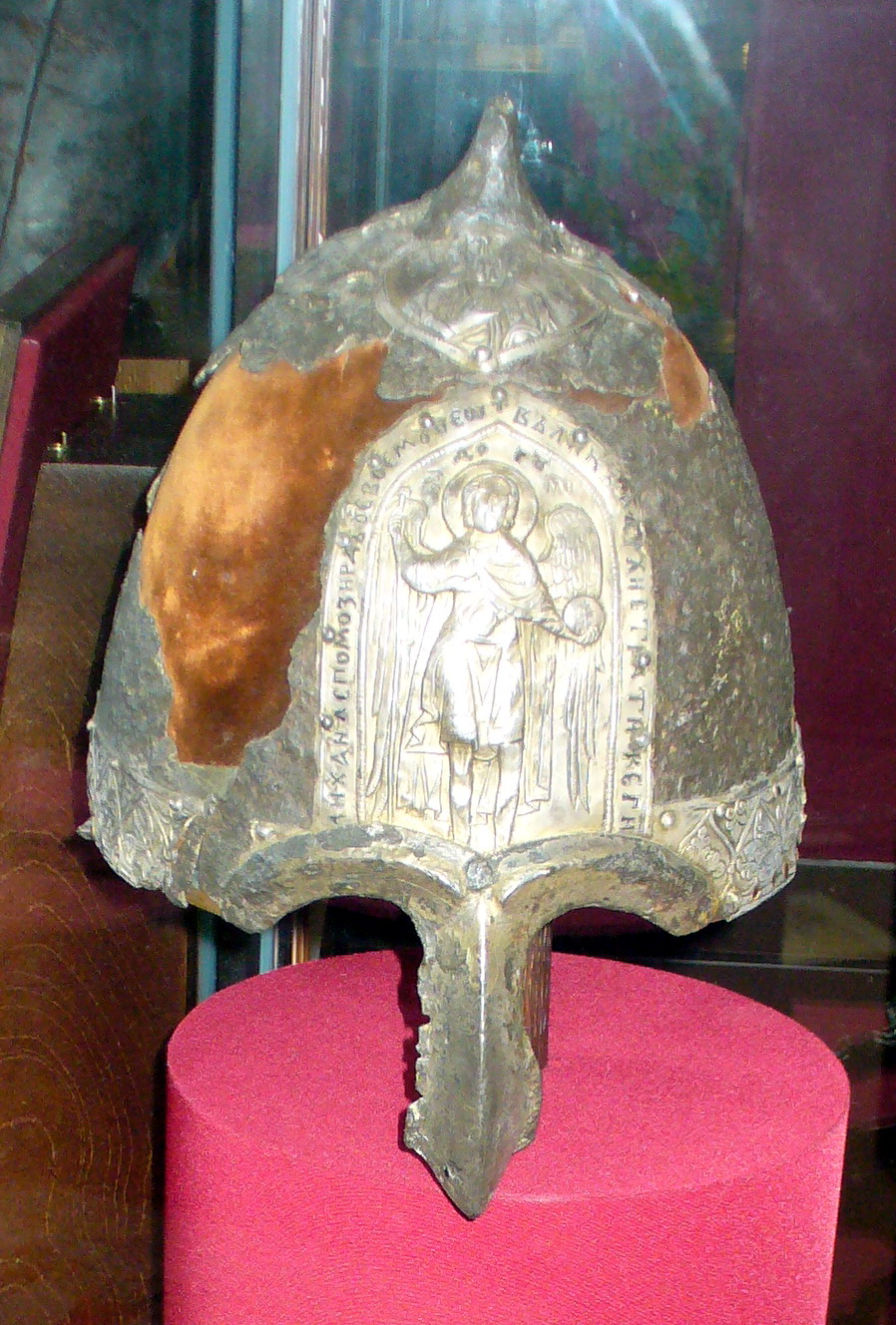
Копия шлема Ярослава Всеволодовича (ГИМ, оригинал в Оружейной палате). Шлем работы древнерусских мастеров

В древнерусских городах были развиты такие виды ремёсел как гончарное, кожевенное, древодельное, камнесечное и т. д. Своими изделиями Русь завоевала известность в тогдашней Европе. В городах ремесленники работали как на заказ, так и на рынок. Академик Рыбаков разделяет городское и деревенское ремесленное производство. В городах были развиты кузнечно-слесарное и оружейное дело, обработка драгоценных металлов, литейное дело, ковка и чеканка, волочение проволоки, филигрань и зернь, эмаль, гончарное дело, производство стекла и т. д. В деревнях были развиты кузнечное ремесло, ювелирное дело, гончарное дело, обработка дерева, обработка кож и меха, ткачество и т. д.
Первый этап развития древнерусских ремёсел длился более двух веков — с X века до 20—30-х годов XII века. Он характеризуется совершенной и высокой техникой ремесленного производства. Количество изделий было ограниченным, сами они были достаточно дорогими. В этот период была распространена работа на заказ, так как рынок свободного сбыта был ещё ограничен. В это время были созданы основные виды ремесленного инвентаря и заложены новые технологические основы древнерусского производства. Археологические раскопки позволяют сделать вывод, что ремесленное производство Древней Руси находилось на одном уровне с ремесленниками Западной Европы и Востока.
На втором этапе развития, который начался в конце первой трети XII века, произошло резкое расширение ассортимента продукции и значительная рационализация производства в виде упрощения технологических операций. В текстильном производстве в конце XII века появляется горизонтальный ткацкий станок. Возрастает производительность, упрощается система переплетений, сокращаются сортовые виды тканей. В металлообработке вместо качественных многослойных стальных лезвий появляются уплощённые и менее качественные лезвия с наварным остриём. В это время проявляется и серийность производства. Создаются стандарты изделий, особенно в металлообрабатывающем, текстильном, деревообрабатывающем, сапожном, ювелирном ремёслах. В этот период наступила широкая специализация ремесла внутри отдельных отраслей производства. Количество специальностей в конце XII века в некоторых древнерусских городах превышало 100. Тогда произошло резкое развитие мелкотоварного производства, продукция которого была рассчитана на сбыт не только в городе, но и в деревнях.

### Торговля

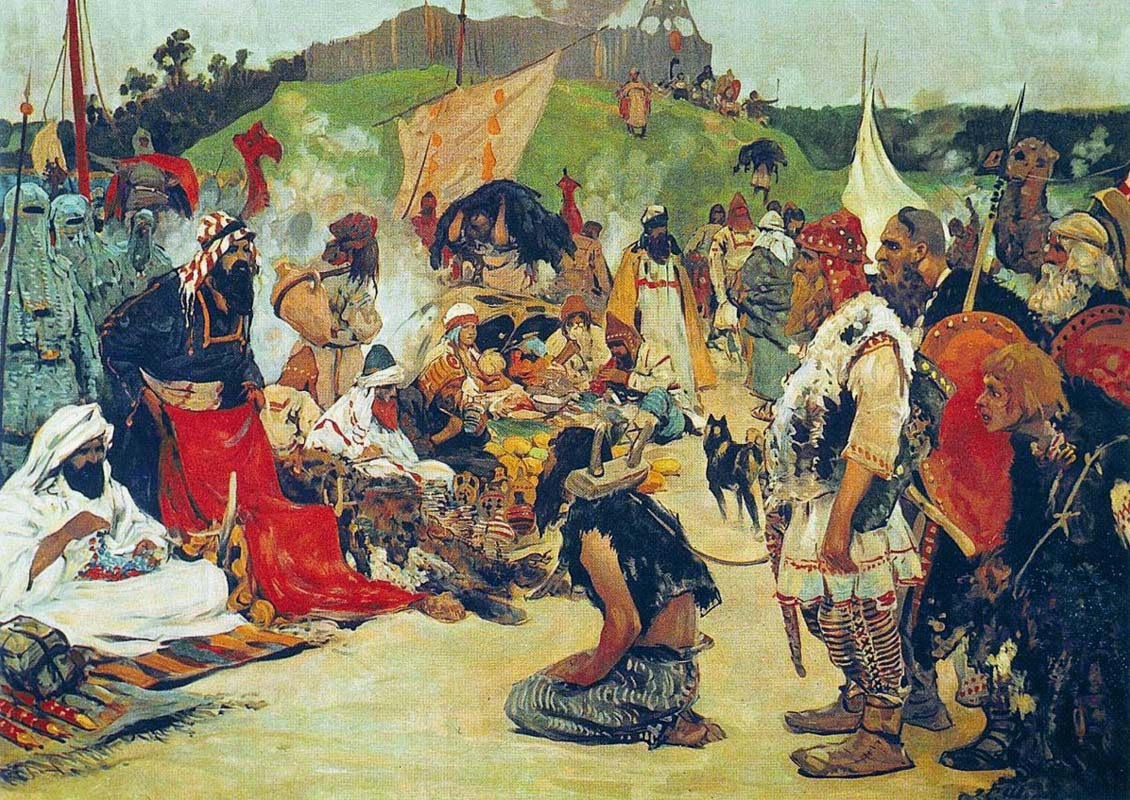
Сергей Иванов, Торг в стране восточных славян, 1909

Торговля в Древней Руси играла огромное значение, особенно внешняя. Внешняя торговля была довольно сильно развита, являлась важной составляющей экономики древнерусских княжеств. Днепровский путь связывал Русь с Византией. Русские купцы ездили из Киева в Моравию, Чехию, Польшу, Южную Германию; из Новгорода и Полоцка — по Балтийскому морю в Скандинавию, Польское Поморье и далее на запад. Из Руси вывозились на продажу пушнина, воск, мёд, смола, лён и льняные ткани, серебряные вещи, пряслица из розового шифера, оружие, замки, резная кость и пр. А предметами ввоза были предметы роскоши, фрукты, пряности, краски и пр.
Князья специальными договорами с иностранными государствами стремились защитить интересы русских купцов. Особенно заметно это было в договорах с Византией и в Русской Правде более поздней редакции XII — начала XIII века, которая предусматривала некоторые меры по охране имущества купцов от потерь, связанных с войнами и другими обстоятельствами.
Важнейшими торговыми путями Киевской Руси были:
- путь «из варяг в греки», начинавшийся из Варяжского моря, по озеру Нево, по рекам Волхов и Днепр выходивший в Чёрное море, Балканскую Болгарию и Византию (этим же путём, войдя из Чёрного моря в Дунай, можно было попасть в Великую Моравию);
- Волжский торговый путь, шедший от города Ладога на Каспий и далее в Хорезм и Среднюю Азию, Персию и Закавказье;
- сухопутный путь, начинавшийся в Праге и через Киев выходивший на Волгу и далее в Азию.

Имеющаяся информация об интенсивности торговли позволила некоторым современным западным историкам, игнорируя археологические и прочие данные, заявлять, что первое государство восточных славян было лишь «побочным продуктом заморской торговли между двумя чуждыми народами, варягами и греками».
Исследования И. В. Петрова показали, что торговля и торговое право развивались достаточно интенсивно в первые века существования Древнерусского государства (IX—X века), и огромное воздействие на них оказал приток восточного монетного серебра в Восточную Европу в VIII—X веках.

### Налоги (дань)

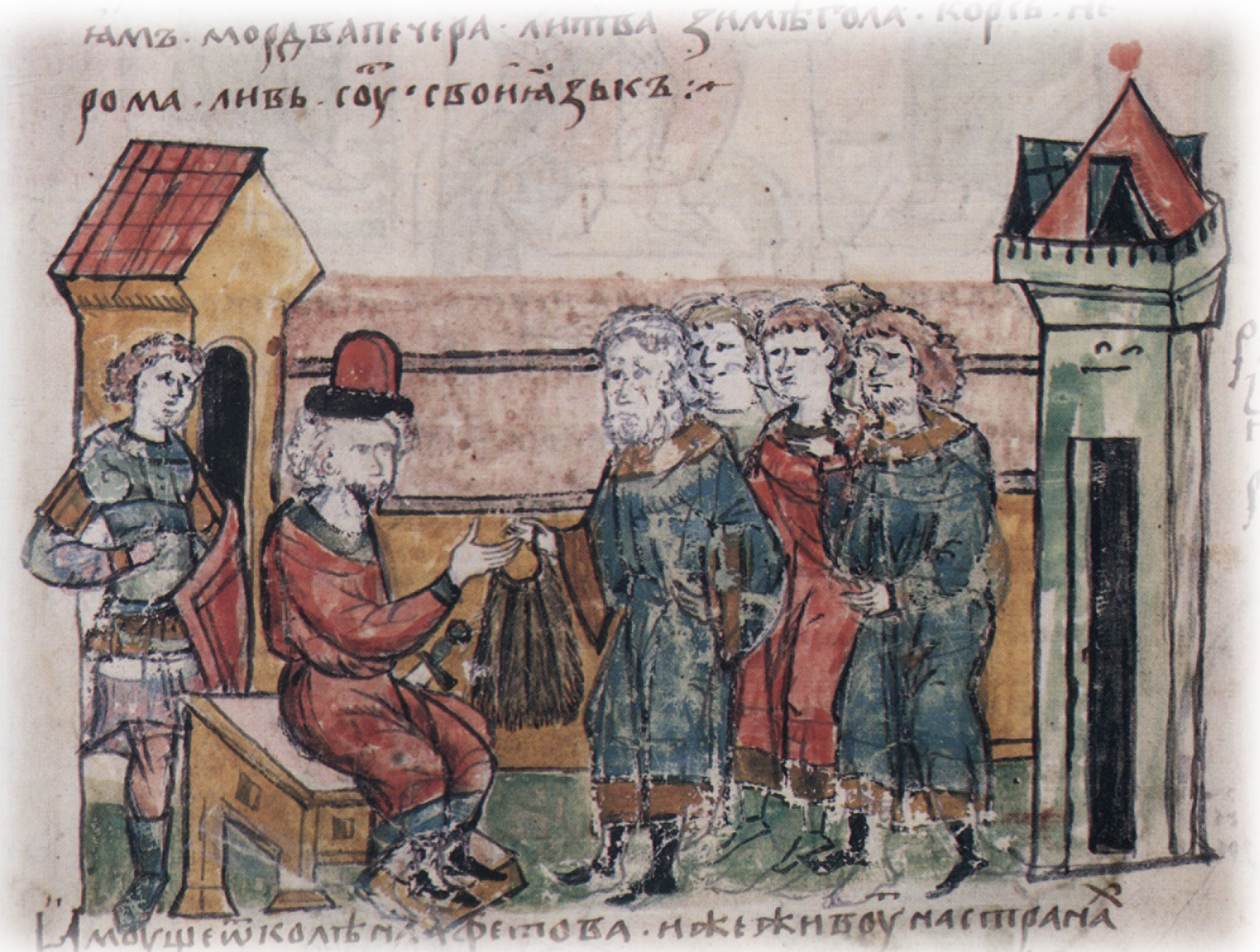
«Розные языки дань дают Руси» (подпись справа). Миниатюра из Радзивилловской летописи, конец XV века

Формой налогов в Древней Руси выступала дань, которую выплачивали подвластные племена. Чаще всего единицей налогообложения выступал «дым», то есть дом, или семейный очаг. Размер налога традиционно был в одну шкурку с дыма. В некоторых случаях — например, с племени вятичей, — бралось по монете от рала (плуга). Формой сбора дани было полюдье, когда князь с дружиной с ноября по апрель объезжал подданных. Русь делилась на несколько податных округов; полюдье в киевском округе проходило по землям древлян, дреговичей, кривичей, радимичей и северян. Особый округ представлял собой Новгород, выплачивающий около 3000 гривен. Сбор дани осуществляли дружины по несколько сотен воинов.
Господствующая этно-сословная группа населения, которая называлась «русь», выплачивала князю десятую часть от своих годовых доходов.
В 946 году после подавления восстания древлян княгиня Ольга провела налоговую реформу, упорядочив сбор дани. Она отменила полюдье и установила «уроки», то есть размеры дани, и создала «погосты» — крепости на пути полюдья, в которых жили княжеские управляющие и куда свозилась дань. Такая форма сбора дани и сама дань назывались «повоз». При уплате налога подданные получали глиняные печати с княжеским знаком, что освобождало их от повторного сбора. Реформа содействовала централизации великокняжеской власти и ослаблению власти племенных князей

## Культура

### Религия

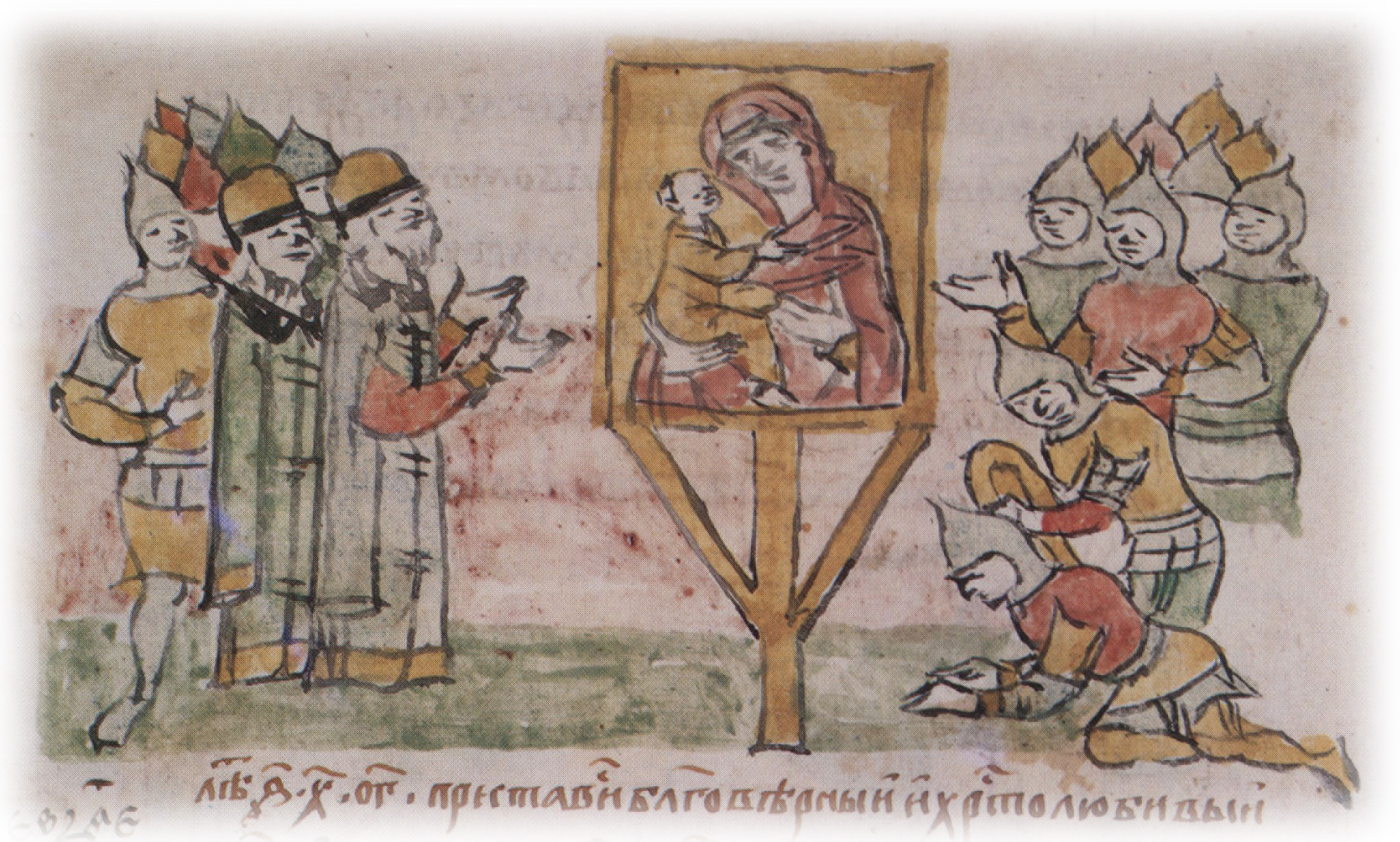
Благодарственное моление перед Владимирской иконой после победы над булгарами в 1164 году. Миниатюра из Радзивилловской летописи, конец XV века

Христианство византийского обряда было принято в качестве официальной религии после Крещение Руси в 988 году, но в народе оно слилось с языческими верованиями, сформировав синкретическое народное христианство. Христианизация происходила постепенно вплоть до монгольского нашествия. В первое время после признания христианства государственной религией оно охватило прежде всего городское население, о чём свидетельствуют данные археологии. Элементы язычества проявляются например в пантеистических образах природы и отсылкам к мифам Слова о полку Игореве, которые соседствуют с упоминанием христианских храмов и оборотами церковной литературы. В быту социальной верхушки сохранялись традиции называть детей языческими именами умерших родственников параллельно с христианскими (до XIII века), ритуальные элементы свадебной обрядности и одежды. В простонародной среде использовались синкретические амулеты, в захоронения продолжали класть многочисленные вещи, годовой календарь праздников при их христианской форме сохранял отсылки к языческому культу.

### Письменность и просвещение

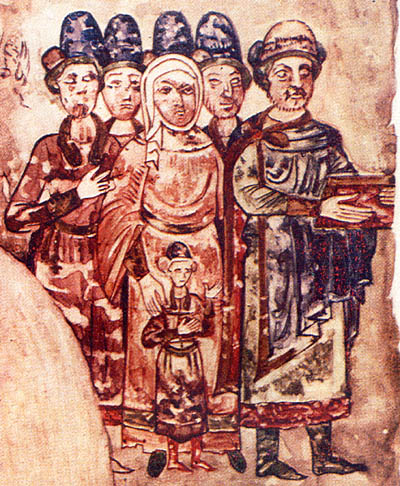
Изборник Святослава 1073 года с изображением князя с семьёй

Древнейшими известными русскими памятниками письменности являются договоры с Византией X века. Они свидетельствуют о знакомстве руси с кириллицей ещё до Крещения. Однако их подлинники не сохранились. Известны только списки в составе «Повести временных лет». Принятие христианства ввело Русь в орбиту византийского мира. От южных и в меньшей степени от западных славян в страну была перенесена богатая старославянская книжность, обязанная своим возникновением солунским братьям Кириллу и Мефодию и их ученикам, которые создали переводы важнейших библейских книг, молитв, гимнографических произведений.
Древнейшими сохранившимися русскими памятниками письменности являются Новгородский кодекс (Псалтирь и другие тексты) конца X — начала XI века, «Остромирово Евангелие», написанное дьяконом Григорием для новгородского посадника Остромира в 1057 году, два «Изборника» князя Святослава Ярославовича 1073 и 1076 годов и древнейшие берестяные грамоты XI века.
Письменные памятники Древней Руси по языку и статусу делятся на две группы: собственно древнерусские, написанные на древнерусском языке, и русско-церковнославянские, на древнерусском изводе церковнославянского языка. К первой группе принадлежат памятники деловой и бытовой сферы: большинство грамот (известно около 1000 берестяных грамот и около 150 пергаменных грамот XI—XIV веков), большое число записей в рукописных книгах и надписей, в том числе граффити, а также официальные документы: грамоты, Русская Правда, княжеские уставы. Церковнославянские памятники включают некоторые грамоты, записи и надписи и особенно книжной культуры — рукописные книги. Собственно памятники литературы включают церковные книги — русские списки (копии) южнославянских текстов, главным образом болгарских (которые, в свою очередь, были в основном переводами греческих источников); русские переводы с греческого; оригинальные русские сочинения (летописи, исторические, агиографические, проповеднические, юридические тексты). Сохранилось около 1000 древнерусских рукописей.

### Литература Киевской Руси

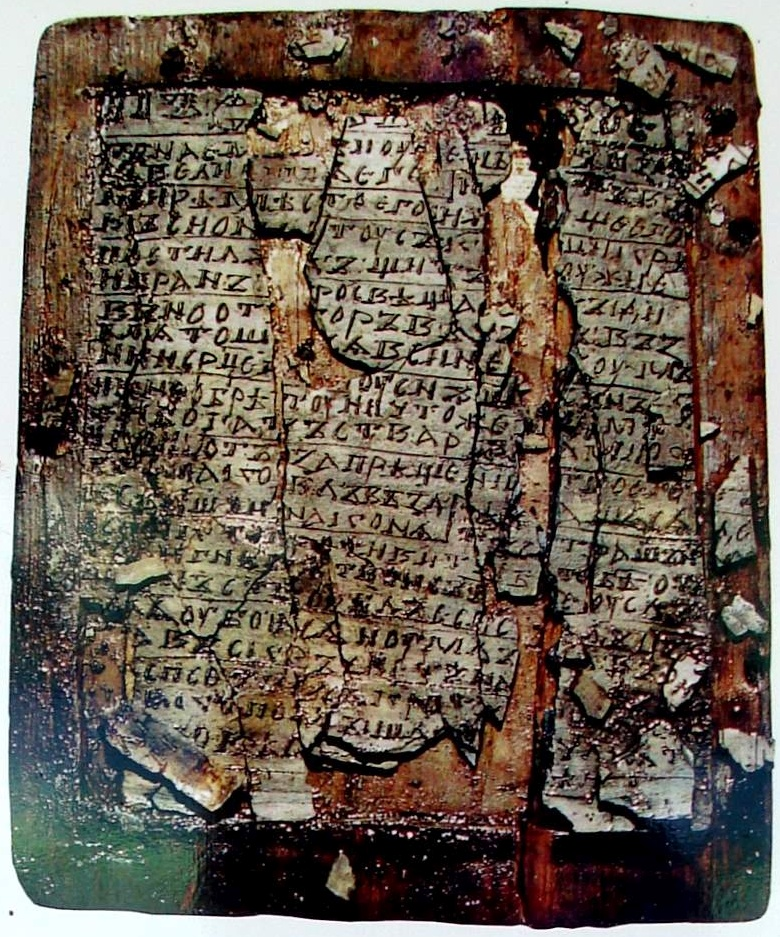
Первая страница Новгородского кодекса, 1010-е годы

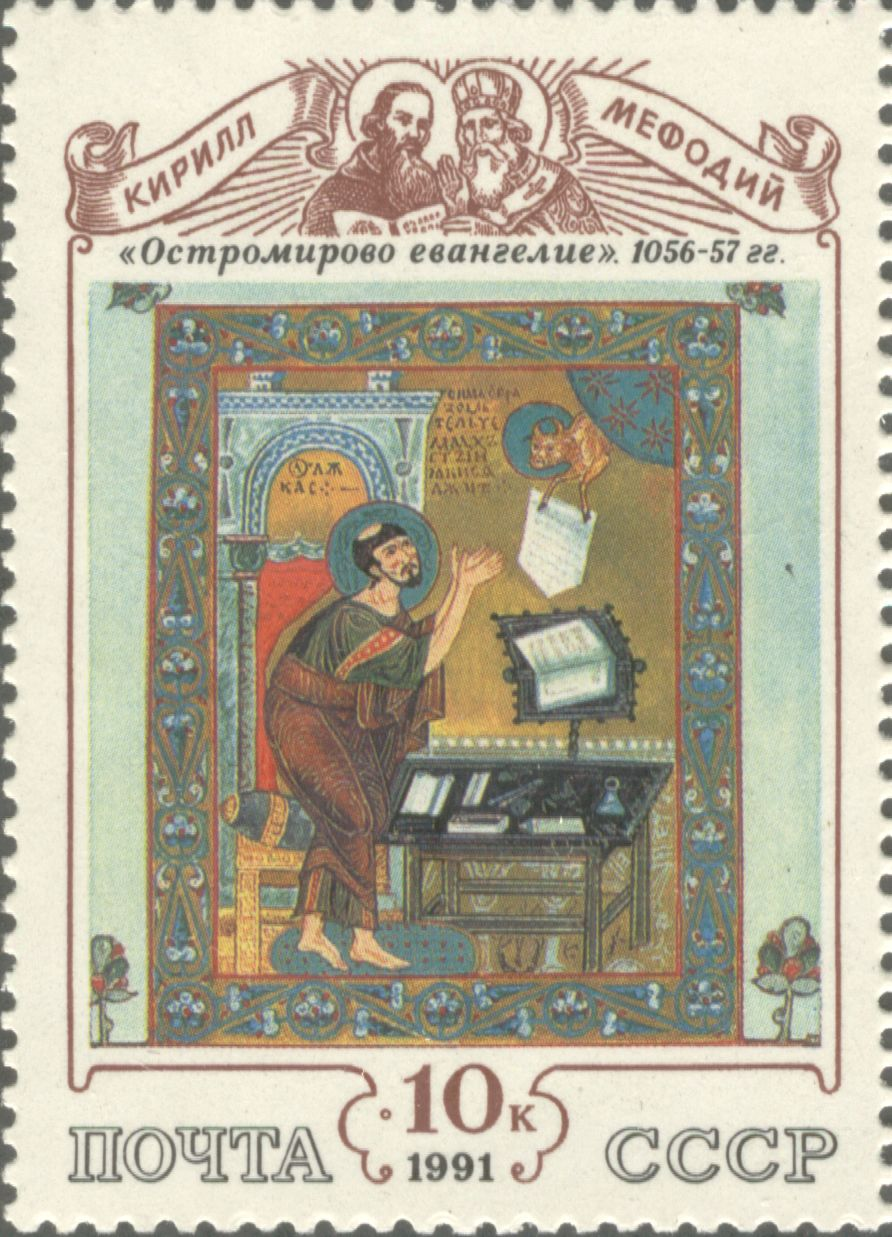
Почтовая марка СССР, 1991. Серия Культура русского средневековья XI—XVI века: «„Остромирово Евангелие“. 1056—57 гг.», оформление Герман Комлев

### Зодчество

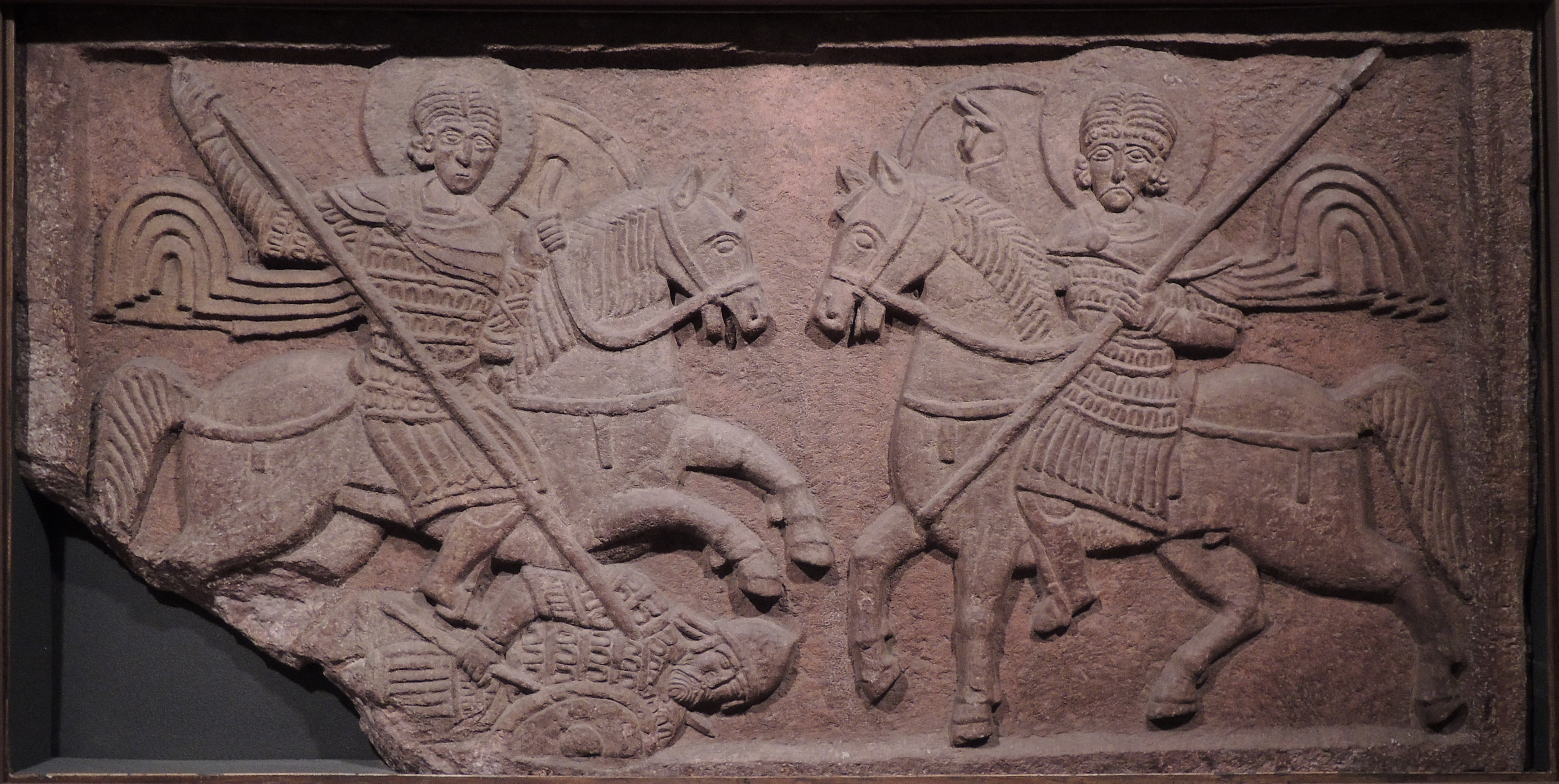
Рельеф с фасада собора Михайловского монастыря в Киеве, XI век

### Живопись

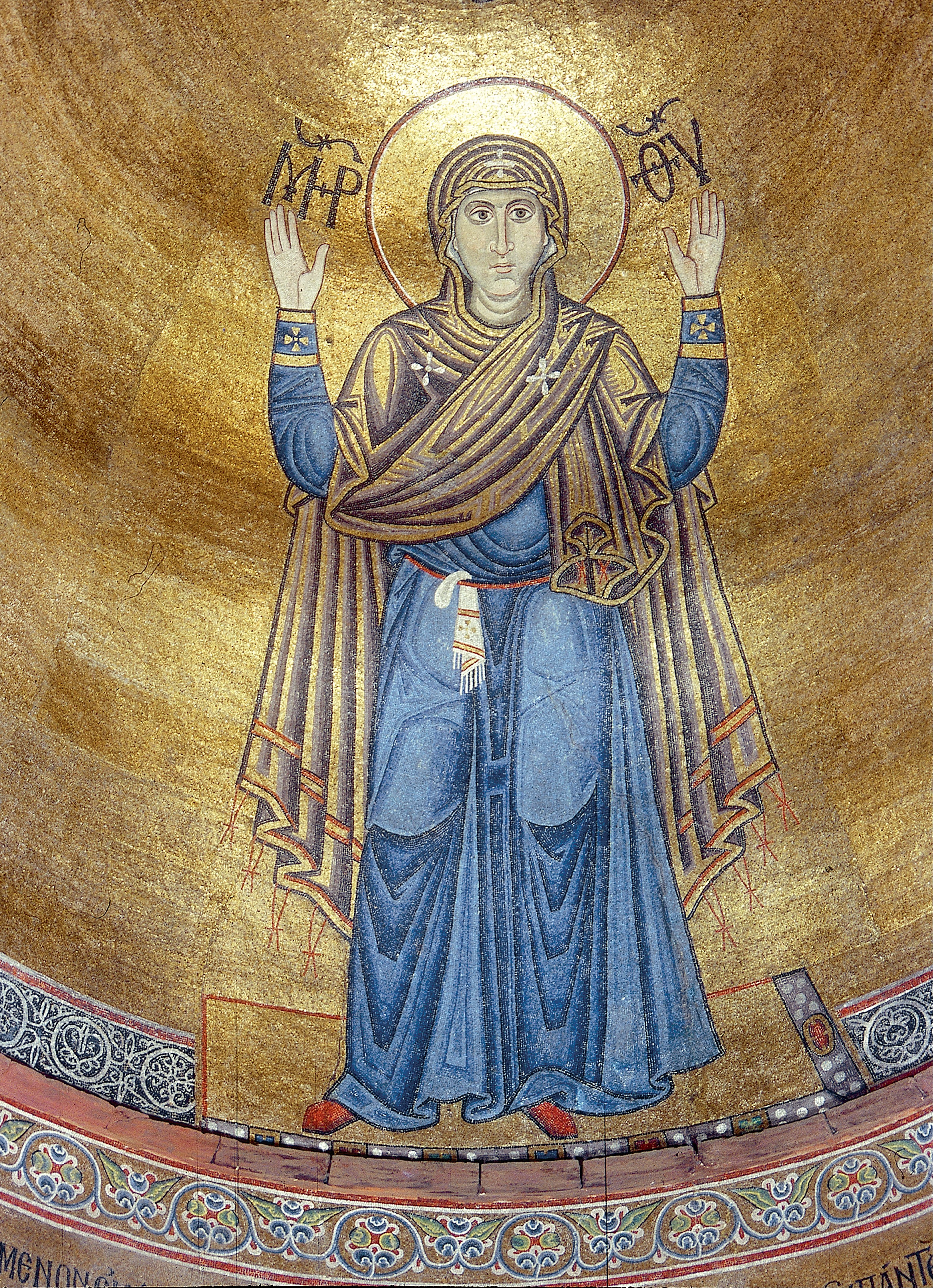
Богоматерь Оранта («Нерушимая Стена»), мозаика в алтаре Софийского собора, XI век